# Metro Sofia
Die Metro Sofia (bulgarisch Метрополитен София / Transkription: Metropoliten Sofija, umgangssprachlich: Софийско метро / Sofijsko metro) ist ein U-Bahn-System in der bulgarischen Hauptstadt Sofia und wurde 1998 eröffnet. Das Streckennetz hat eine Gesamtlänge von 52 Kilometern und 46 Stationen. Die U-Bahn wird täglich von bis zu 340.000 Fahrgästen benutzt.

## Geschichte

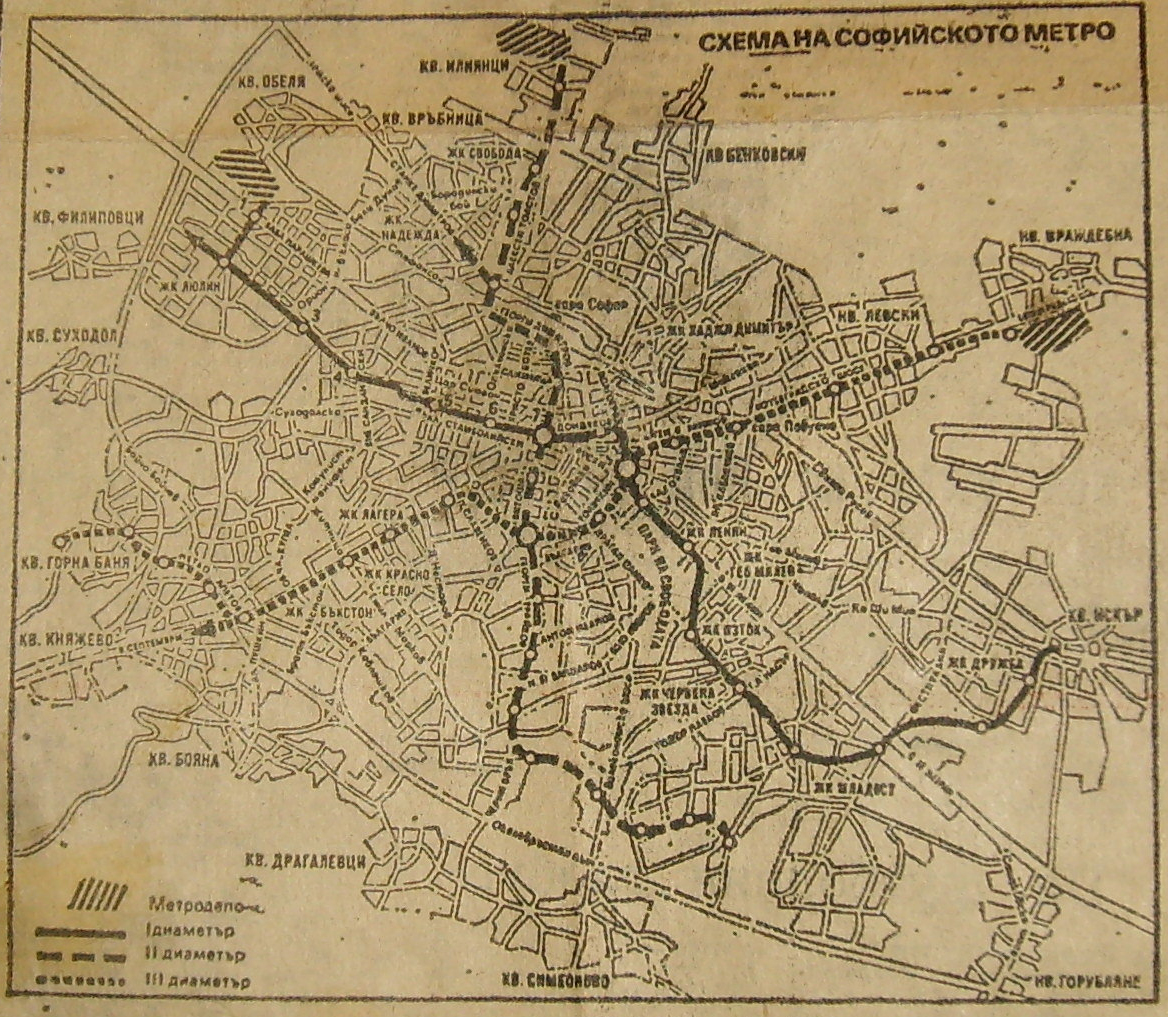
Das erste Projekt für das U-Bahn-Netz in Sofia, Autor K. Kamenov

Da es in Sofia ein immer höheres Verkehrsaufkommen gab, bewilligte die Regierung im Jahr 1967 den Plan, ein U-Bahn-Netz mit drei Linien zu bauen. Wie in damals realsozialistischen Staaten üblich, sollte ein Sekantennetz – wie beispielsweise in Prag oder Minsk – mit drei Durchmesserlinien gebaut werden. Das zukünftige System sollte ungefähr 52 km lang sein und etwa 47 Stationen haben, die erste Linie sollte 19 km lang sein und aus 17 Stationen bestehen.
Der erste Spatenstich für die ersten Stationen war am 6. März 1978, die Bauarbeiten begannen zwischen Sliwniza (bulgarisch Сливница) und Konstantin Welitschkow (bulgarisch Константин Величков). Jedoch dauerte der Bau 20 Jahre an, und die als Linie 1 bezeichnete Strecke mit nur 5 Stationen wurde erst am 28. Januar 1998 eröffnet. Für diese Verzögerungen waren, neben Geldmangel, unter anderem auch archäologisch bedeutende Funde in den Baugruben verantwortlich, die zur zwischenzeitlichen Einstellung des U-Bahn-Baus führten. Bereits 1999 wurde die Strecke Richtung Stadtzentrum um die Station Opaltschenska (bulgarisch Опълченска) verlängert. Im weiteren Verlauf wurden Verlängerungen bis Serdika (bulgarisch Сердика) im Jahr 2000 im Stadtzentrum und dann 2003 bis Obelja (bulgarisch Обеля) am nordwestlichen Stadtrand eröffnet. Laut einer Studie des Verkehrsclub Österreich (VCÖ) nutzten im Jahr 2007 täglich etwa 70.000 Fahrgäste die Metro Sofia, wobei damals nur ein Abschnitt der jetzigen Linie M1 mit nur acht Stationen existierte.
Am 8. Mai 2009 wurde die bis dahin größte Ergänzung mit fünf neuen Stationen zwischen Wassil-Lewski-Stadion (bulgarisch Стадион Васил Левски) im Zentrum und Mladost 1 (bulgarisch Младост 1) im Südosten fertiggestellt. Beide Abschnitte mussten bis zur Inbetriebnahme der sie verbindenden mittleren Strecke am 7. September 2009, die mit einer Tunnelvortriebsmaschine gebaut wurde, autonom betrieben werden. Auf dieser mittleren Strecke mit einer Länge von 2,3 km befindet sich auch die nach der Universität Sofia benannte Station, das Hauptgebäude der Universität befindet sich direkt am östlichen Eingang der Station. Am 25. April 2012 kamen im Südosten zwei weitere Stationen auf dem Streckenast in Richtung Flughafen Sofia hinzu, am 2. April 2015 wurden die verbleibenden vier Stationen bis Station Letischte Sofija (deutsch Flughafen Sofia) in Betrieb genommen. Am 8. Mai 2015 wurde auch eine Abzweigstrecke von der Hauptstrecke mit drei Stationen bis zur Station Business Park Sofia eröffnet, die von Verstärker bedient werden, die von der Station Sliwniza beginnen.
Derzeit ist diese Strecke 27,8 km lang und hat 23 Stationen (Obelja (bulgarisch Обеля) ↔ Letischte Sofija (bulgarisch Летище София)) sowie Abzweig nach Business Park Sofia (bulgarisch Бизнес Парк София). Die Bahnsteige sind 120 m lang im ersten Teil (Obelja (bulgarisch Обеля) ↔ Serdika (bulgarisch Сердика)) und 102 m im zweiten (Sofijski universitet (bulgarisch Софийски университет) ↔ Letischte Sofija (bulgarisch Летище София)). Der durchschnittliche Stationsabstand beträgt 1,1 km und es wird Normalspur gefahren. Die Höchstgeschwindigkeit beträgt 90 km/h. Besonders markant sind die oberirdisch verlaufenden Streckenabschnitte, die unter einer lichtdurchlässigen Kunststoffüberdachung verlaufen. Oberirdische Abschnitte verlaufen zwischen den unterirdisch gelegenen Stationen Scholijo-Kjuri und G.M. Dimitrow (benannt nach Georgi Michow Dimitrow) sowie zwischen G.M. Dimitrow und der sich oberirdisch befindenden Station Musageniza und von dort bis zur unterirdischen Station Mladost 1. Außerdem sind der westliche und östliche Endteil der Strecke sowie die Stationen Obelja, Sofijska Sweta Gora und Letischte Sofija (deutsch Flughafen Sofia) oberirdisch.

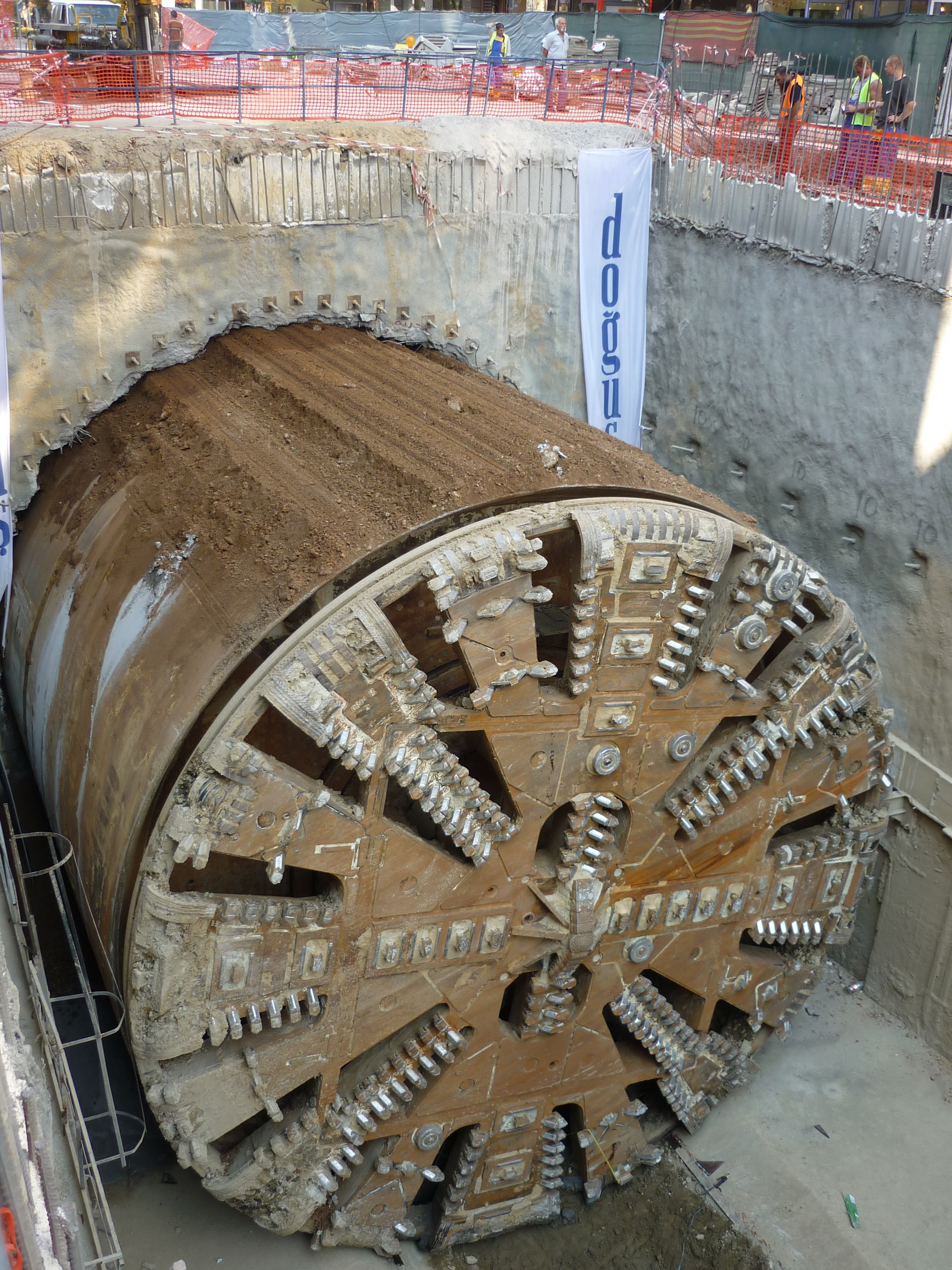
Die 1600 Tonnen schwere Tunnelvortriebsmaschine „Sofia“ bei Arbeiten unter dem Witoscha Boulevard

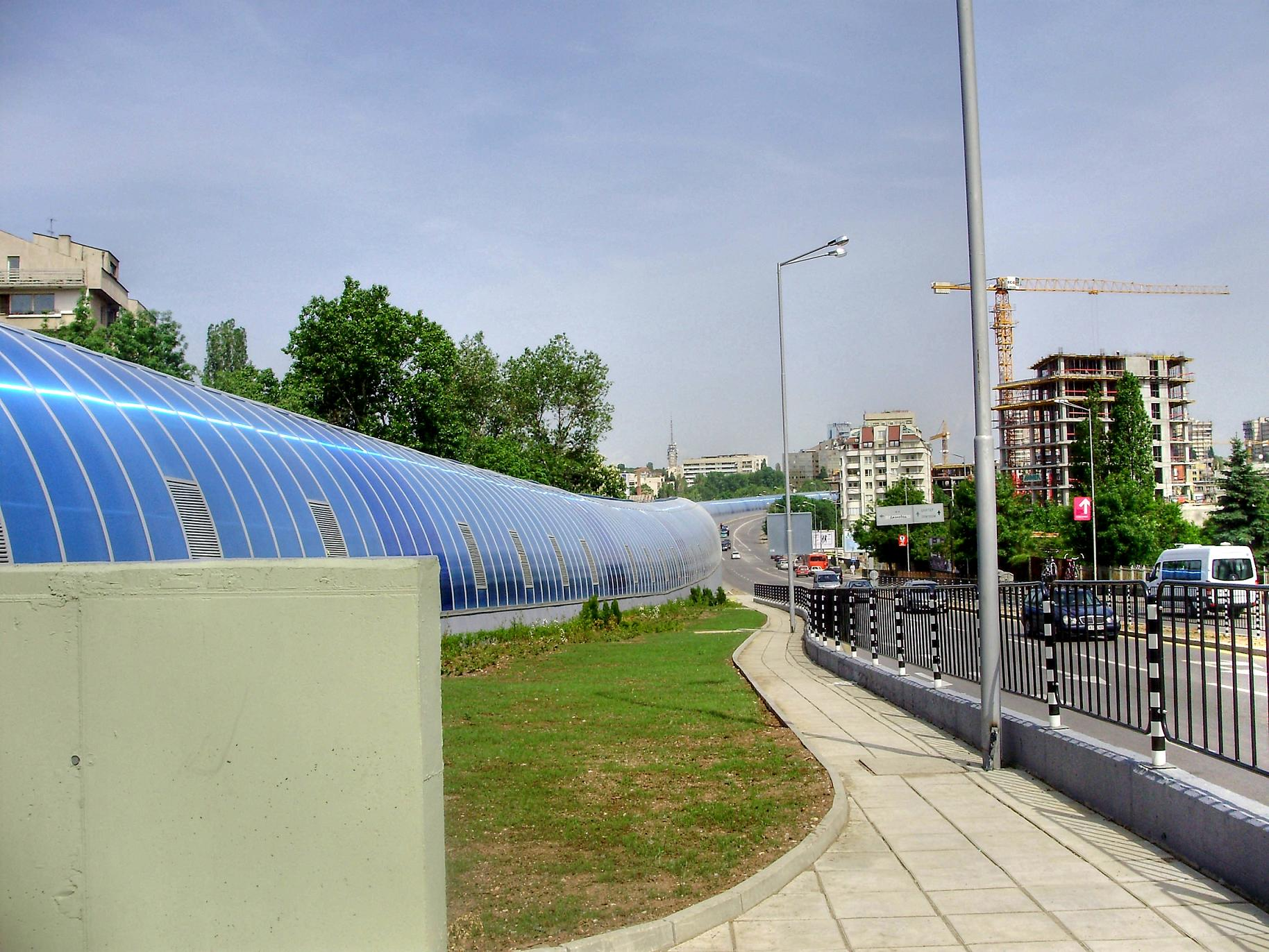
Oberirdische Abschnitte der Linie 1

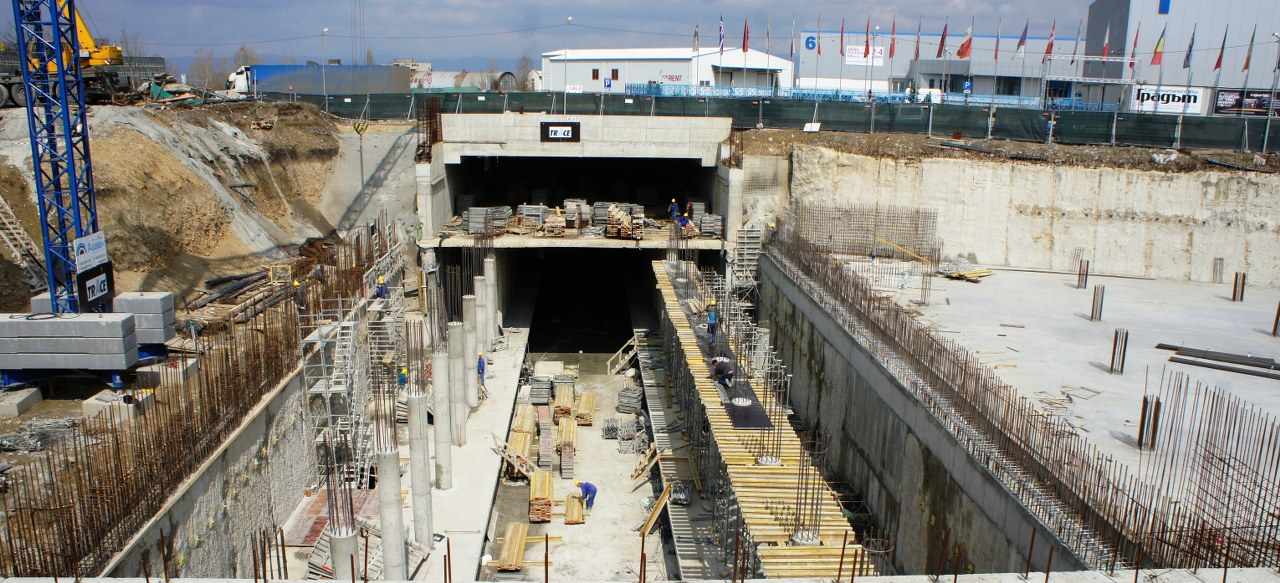
Bauarbeiten an der Station IEZ-Zarigradsko Schosse

Am 31. August 2012 wurde die Strecke von der existierenden Station Obelja (bulgarisch Обеля) über die Umsteigestation Serdika (bulgarisch Сердика) zur Station Dschejms Bautscher (bulgarisch Джеймс Баучер) im Stadtviertel Losenez eröffnet, die wurde im Juli 2016 um eine Station nach Süden nach Witoscha (bulgarisch Витоша) verlängert. Die Strecke hat zurzeit zwölf Stationen und ist 11,5 Kilometer lang.
2007 hatte die Stadtverwaltung von Sofia den ersten Abschnitt des Bauprojektes – 6,4 Kilometer zwischen Nadeschda (bulgarisch Надежда) und Boulevard Tscherni Wrach (bulgarisch булевард Черни Връх) – ausgeschrieben. Dieser Abschnitt wurde mit einer Tunnelvortriebsmaschine gebaut. Um die Überreste der antiken Serdica nicht zu gefährden, liegen die Tunnel im zentralen Teil der Trasse in einer Tiefe von 24 Metern. Anfang 2009 wurde mit dem Bau der Stationen Zentralna gara (bulgarisch Централна Гара София,deutsch Hauptbahnhof) und Hotel Hemus (bulgarisch Хотел Хемус) begonnen. Diese wurden Ende August 2012 fertiggestellt, wobei der Name für die Station Hotel Hemus gleich bei der Eröffnung auf Ewropejski sajus (bulgarisch Европейски съюз, deutsch Europäische Union) geändert wurde. Fast alle Bahnhöfe in diesem Abschnitt haben Seitenbahnsteige mit einer Länge von 104 Metern; nur die Stationen Nazionalen dworez na kulturata (deutsch Nationaler Kulturpalast) und Ewropejski sajuz sind mit Mittelbahnsteigen ausgestattet, da Bauvorleistungen schon Ende der 1980er-Jahre gleichzeitig mit der Vollendung des Nationalen Kulturpalasts ausgeführt wurden. Die Zusammenlegung der ersten Strecke mit den 2012 eröffneten Stationen änderte auch den ursprünglichen Plan einer Sekantennetztopologie des U-Bahnsystems, die beiden Strecken bildeten nun eine gemeinsame Schleife.
Eine eigenständige Linie soll von Wladimir Wasow (bulgarisch Владимир Вазов) über die Stadtmitte und Owtscha Kupel nach Gorna Banja (bulgarisch Горна баня) verlaufen. Nach mehrmaligen Verschiebungen aufgrund der pandemischen Lage konnte der erste Streckenabschnitt mit einer Länge von 7,2 km und acht Stationen am 26. August 2020 eröffnet werden. Am 24. April 2021 wurde eine Verlängerung um vier Kilometer mit vier weiteren Stationen nach Gorna Banja eröffnet. Eine weitere Erweiterung Richtung Nordosten ist im Bau. Im Gegensatz zu den früher gebauten Strecken werden die Züge von einer Oberleitung mit Strom versorgt.

### Zeittafel der Eröffnungen
| Strecke                                   | Eröffnungsdatum    | Länge   |
| ----------------------------------------- | ------------------ | ------- |
| Sliwniza – Konstantin Welitschkow         | 28. Januar 1998    | 6,5 km  |
| Konstantin Welitschkow – Opaltschenska    | 17. September 1999 | 1 km    |
| Opaltschenska – Serdika                   | 31. Oktober 2000   | 1 km    |
| Sliwniza – Obelja                         | 20. April 2003     | 2,2 km  |
| Stadion "Wassil Lewski" – Mladost 1       | 8. Mai 2009        | 5,3 km  |
| Serdika – Stadion "Wassil Lewski"         | 7. September 2009  | 2,3 km  |
| Mladost 1 – IEZ-Zarigradsko Schosse       | 25. April 2012     | 2,4 km  |
| Obelja – Dschjems Bautscher               | 31. August 2012    | 10,6 km |
| IEZ-Zarigradsko Chosse – Letischte Sofija | 2. April 2015      | 5 km    |
| Mladost 1 – Business Park Sofia           | 8. Mai 2015        | 3,4 km  |
| Dschjems Bautscher – Witoscha             | 20. Juli 2017      | 1,1 km  |
| Chadschi Dimitar – Krasno selo            | 26. August 2020    | 7,2 km  |
| Krasno selo – Gorna banja                 | 24. April 2021     | 4 km    |
| Insgesamt:                                | 46 U-Bahnhöfe      | 52 km   |

## Betriebshöfe und Leitzentrale
Abstellung, Wartung und Einsatz der Fahrzeuge erfolgt in folgenden Betriebshöfen und Werkstätten:
- Depot Obelja (bulgarisch депо Обеля) 42° 44′ 1,9″ N, 23° 15′ 37,7″ O – Dieser Betriebshof beherbergt die Züge für die Linien M1 und M2/M4. Er wurde 1990 eröffnet.

- Depot Semljane (bulgarisch депо Земляне) 42° 40′ 53,9″ N, 23° 16′ 37,5″ O – Dieses Depot wurde für die Züge der Linie M3 gebaut, eröffnet 2019.

Die Leitzentrale für alle Linien befindet sich in der Antim-I-Straße 35 42° 41′ 58,1″ N, 23° 18′ 49″ O

## Linien und Takt
Gegenwärtig verkehren auf den existierenden Strecken vier Linien – eine Linie M4 verkehrt von Letischte Sofija über Serdika nach Sliwniza. Eine Linie M2 fährt von Obelja über Zentralna gara nach Witoscha, dabei kreuzt sie die Linie M4 in der Station Serdika. Die Fahrzeit vom Letischte Sofija bis Sliwniza beträgt 40 Minuten, die Fahrzeit von Obelja bis Witoscha 22 Minuten. Eine als M1 nummerierte Verstärkerlinie verkehrt von der Station Business Park Sofia über Mladost 1 und Serdika nach Sliwniza, die Fahrzeit beträgt 33 Minuten. Auf der 2020 eröffneten Strecke zwischen Gorna Banja und Chadschi Dimitar verkehrt die Linie M3, eine Fahrt zwischen den Endbahnhöfen dauert 22 Minuten. Der Verkehr zwischen den Stationen Sliwniza und Obelja bleibt bis zur Vollendung der Station Pantscho Wladigerow auf halber Strecke zwischen den beiden Stationen unterbrochen.
Die punktförmige Sicherungstechnik auf der Strecke der Linien M1/M2/M4 erlaubt eine minimale Zugfolgezeit zwischen den Zügen von 90 Sekunden, gegenwärtig verkehren die Linien in einem Takt von 6 Minuten in der Hauptverkehrszeit, 11 Minuten in der Nebenzeit und 18 Minuten abends, wobei zwischen den Stationen Sliwniza und Mladost 1 immer ein Zug der Linie M4 auf den Zug der Linie M1 folgt, damit wird der Takt auf bis zu 3 Minuten verdichtet.
Die Linie M3 verwendet ein CBTC-Zugbeeinflussungssystem vom Typ Trainguard MT. Die Linie verkehrt in einem Takt von 5 Minuten zu Stoßzeiten und 10 Minuten in der übrigen Zeit.

## Betrieb

### Betriebszeiten
Die U-Bahn verkehrt von circa 5:00 Uhr bis etwa 0:00 Uhr. Zu speziellen Anlässen wie Silvester oder Ostern werden die Betriebszeiten verlängert.

### Fahrscheinkontrollen und Sicherheit
Die Metro Sofia gehört zu den geschlossenen Systemen – alle Stationen verfügen über Bahnsteigsperren, die nur mit einem gültigen Fahrschein passiert werden können. Auch die Ausgänge sind mit Drehkreuzen ausgestattet. Zusätzlich werden in den Zügen Fahrkartenkontrollen durchgeführt, daher darf der Fahrschein nach Passieren der Bahnsteigsperren nicht weggeworfen werden. Der Einzelfahrschein hat keine zeitliche Begrenzung und erlaubt zudem das Umsteigen zwischen den Linien; eine Rückfahrt ist möglich, solange der Bereich hinter den Bahnsteigsperren nicht verlassen wird. Wer sich hinter den Absperrungen ohne einen gültigen Fahrschein aufhält muss ein erhöhtes Beförderungsentgelt in Höhe von ggw. 40 Lewa entrichten.

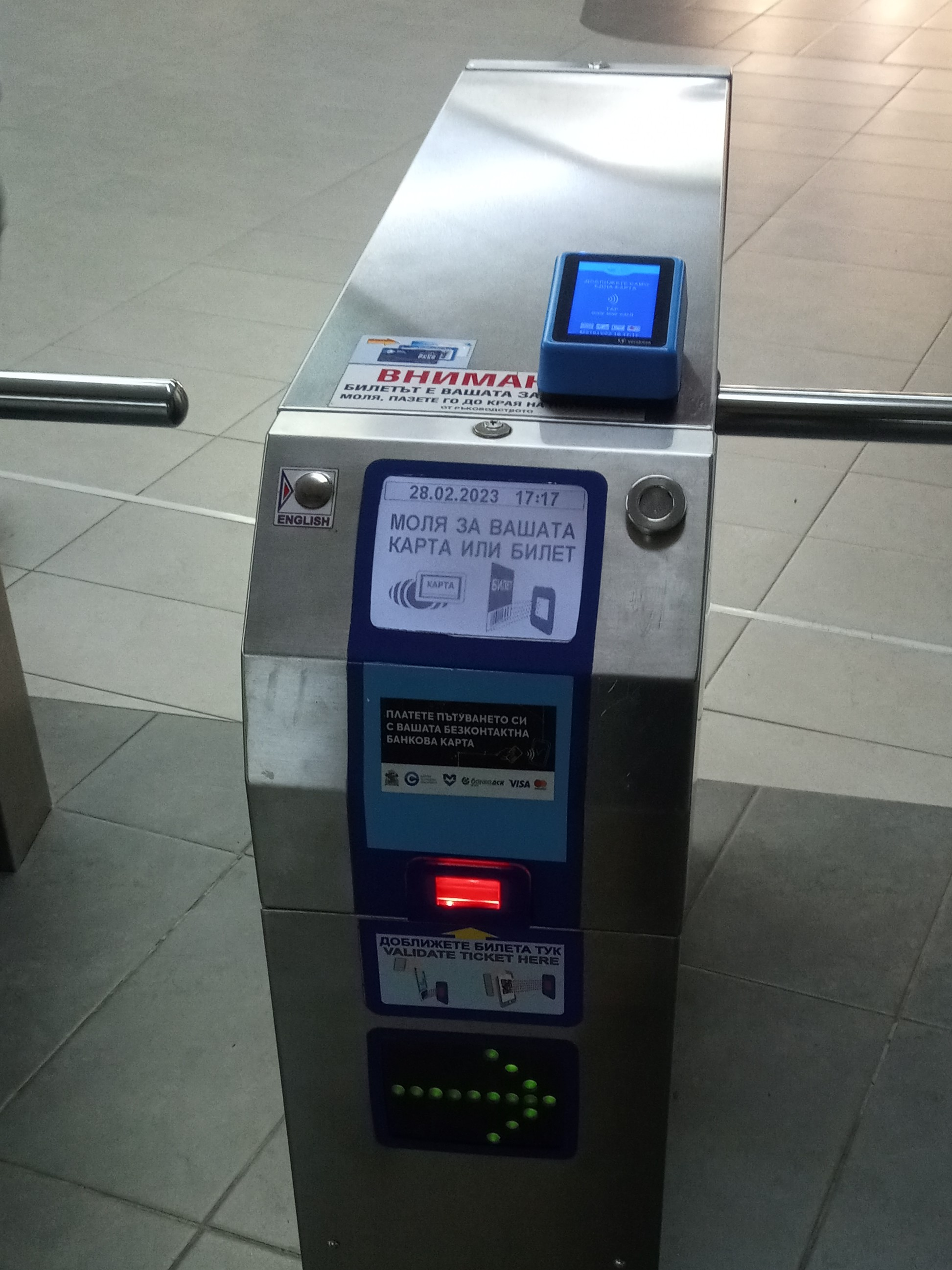
Bahnsteigsperre in der Metro

Alle Stationen der 2020 eröffneten Strecke zwischen Gorna Banja und Chadschi Dimitar wurden von Anfang an mit halbhohen Bahnsteigtüren ausgestattet. 2019 begann die Stadtverwaltung, auch die alten Stationen um Bahnsteigsperren mit Schutzgittern zu ergänzen. Im Gegensatz zu konventionellen Bahnsteigtüren öffnen sie nach oben. Die Wahl für dieses System fiel zum Zweck der Bahnsteigabsicherung, aber gleichzeitig auch, damit die alten Züge mit unterschiedlichen Türanordnungen in Einsatz bleiben können. Die Umrüstung begann mit den Stationen Stadion "Wassil Lewski" und Opaltschenska.

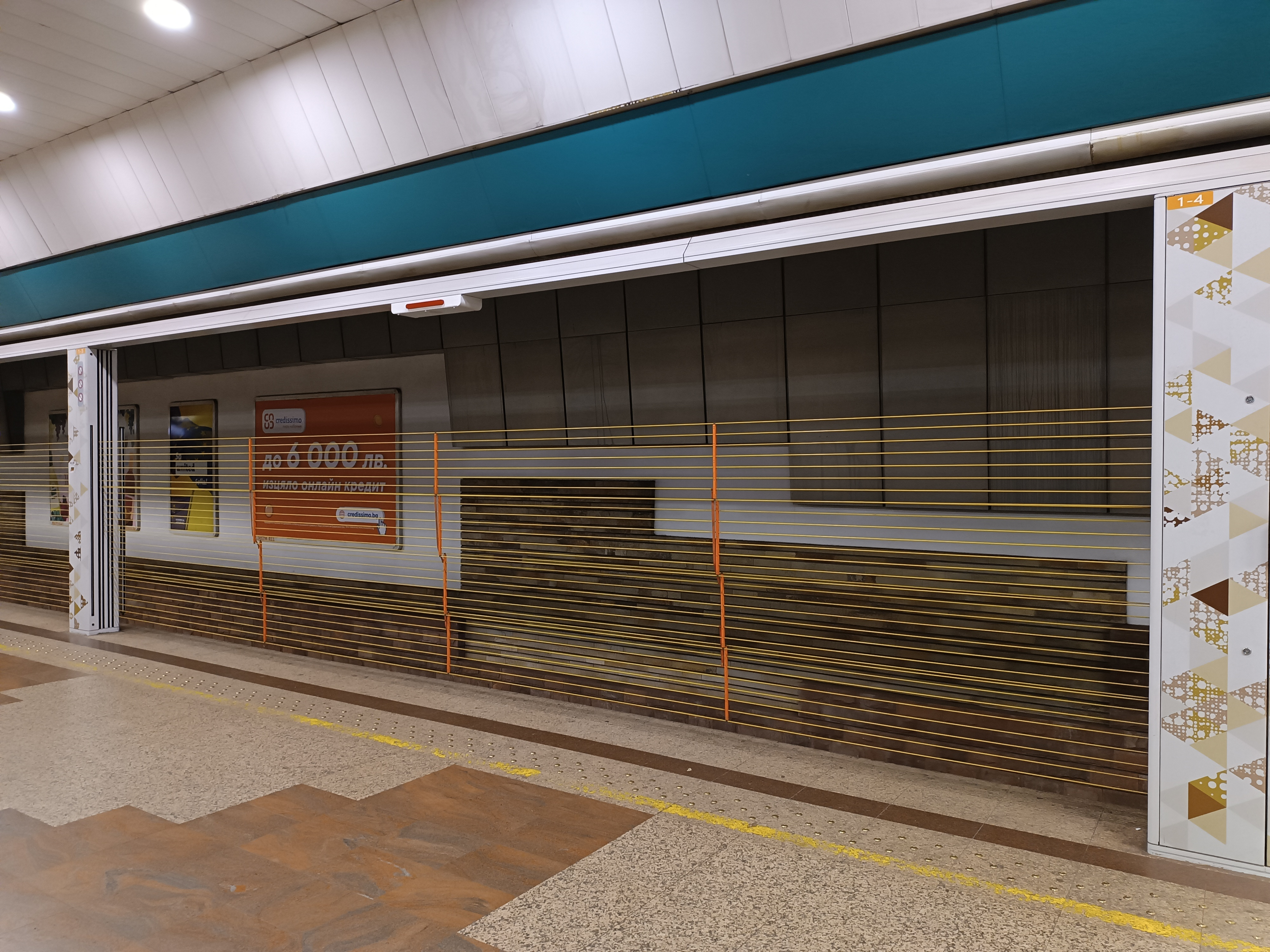
Schutzgittern an den Bahnsteigkanten

An allen Stationen gibt es einen Wachpolizisten, sein Dienstzimmer befindet sich meist direkt hinter den Eingangsbereich auf den Zwischenebenen der Stationen.
Die Bahnsteige und die Zugänge sind von einem Videoüberwachungssystem abgedeckt, in den Zügen selbst gibt es dagegen keine Videoüberwachung.

### Tarif
Am 1. Januar 2023 wurde ein neues elektronisches Ticket- und Entwertungssystem eingeführt. Das Passieren der Schranken an den Eingängen ist seitdem sowohl mit RFID-Chipkarten mit aufgeladenen Einzelfahrten, als auch mit Kredit- oder Debitkarten möglich, die Bankkarte gilt dann als Fahrausweis. Der Umstieg auf andere Metrolinien ist inklusive, sowie die Mitnahme von bis zu zwei Stück Handgepäck ohne Größenbegrenzung, man darf auch innerhalb von 30 Minuten nach Entwertung in einem anderen Verkehrsmittel des ÖPNVs umsteigen. Nach dem Entwerten an der Schranke ist die Karte dann für ein erneutes Passieren innerhalb der nächsten 15 Minuten gesperrt um die Nutzung einer Karte durch mehrere Personen zu unterbinden. Die RFID-Chipkarten gibt es als Plastikkarte (Sofia City Card) zum Preis von 3 Lewa oder als Papierversion (Ultralight) zum Preis von 0,80 Lewa, die Aufladung kann dann an den Kassen oder online erfolgen.
Auf Papier gedruckte Einzelfahrscheine können aber weiterhin an den mehrsprachigen Fahrscheinautomaten oder an den Kassen an den Eingängen der Stationen für 1,60 Lewa (Stand Juni 2023)
bezogen werden und berechtigen zum einmaligen Passieren der Bahnsteigsperren und Umstieg in den anderen Linien der Metro, nicht jedoch zum Umsteigen in anderen öffentlichen Verkehrsmittel, für das Öffnen der Schranke muss der aufgedruckte Barcode vor dem Barcodeleser gehalten werden.
Eine dritte Möglichkeit bietet eine App für Smartphones an (Mpass), verfügbar für Android und iOS. Damit lassen sich digitale Einzelfahrscheine mit Umsteigeberechtigung in anderen Verkehrsmittel nach spätestens 30 oder 60 Minuten oder Tageskarten in Form von QR-Codes kaufen, diese gelten als entwertet aber sofort nach Kauf und nicht erst mit dem Passieren der Schranken.
Nach dreimaligen Validieren einer Kredit- oder Debitkarte innerhalb eines Tages werden am Tagesende die Einzelfahrscheine automatisch zu einer Tageskarte zum Preis von 4 Lewa gerundet und die Differenz erstattet. Nach dem Kauf von fünf aufeinanderfolgenden Tageskarten mit einer Kredit- oder Debitkarte ist die Nutzung an den darauffolgenden zwei Tagen kostenlos, somit ergibt sich eine Wochenkarte zum Preis von 20 Lewa.
Verfügbar sind auch Monats- und Jahreskarten. Es war geplant, die seit Eröffnung der Metro verfügbare Monatskarte, die nur für die U-Bahn galt, mit der Einführung des elektronischen Ticketsystems 2023 abzuschaffen und nur noch Monatskarten für den gesamten ÖPNV anzubieten. Nach Protesten von Fahrgastverbänden rückte die Stadtverwaltung von diesen Plänen ab und führte wieder eine Monatskarte nur für die Metro ein. Sie kostet 35 Lewa. Seit Februar 2024 können alle Kinder unter 14 Jahren die Metro (und den sonstigen öffentlichen Nahverkehr) kostenfrei nutzen. Voraussetzung ist der Besitz einer entsprechenden elektronischen Karte.
Seit 2019 wurde auch eine Tageskarte mit dem Namen „Grüne Fahrkarte“ zum Preis von 1 Lew eingeführt, die an Tagen mit einem Feinstaubgehalt über 150 Mikrogramm pro Kubikmeter Luft verfügbar ist, maßgebend dafür ist die Überschreitung an mindestens zwei der insgesamt sechs automatischen Messstationen in der Stadt.

### Zugänglichkeit und Barrierefreiheit
Die ersten Stationen zwischen Sliwniza und Opaltschenska wurden ohne Rolltreppen oder Fahrstühle eröffnet, alle ab 2000 eröffneten Bahnhöfe verfügen über einen barrierefreien Zugang. In den Jahren 2005 bis 2013 wurden auch die ältesten sechs Stationen mit Plattformliften oder Fahrstühlen ausgestattet, die den Zugang mit Rollstühlen oder Kinderwagen ermöglichen. An vielen Stationen sind auch Treppenschienen für den Zugang mit Kinderwagen installiert.
In den Stationen des Metronetzes sind insgesamt 160 Fahrstühle und über 200 Fahrtreppen vorhanden, die Stadtverwaltung steht aber in der Kritik, diese schlecht zu warten, oft fallen Fahrstühle wochenland oder sogar monatelang aus und Stationen sind dann nicht für Fahrgäste mit verminderter körperlicher Beweglichkeit zugänglich. Auch wurden Fälle von über Stunden in Fahrstühlen oder in den Stationen gefangenen Fahrgäste bekannt, da die Betreibergesellschaft keinen Notdienst für defekte Fahrstühle in den Abendstunden zur Verfügung stellte.
Der Einstieg in den Zügen auf den Linien M1,M2 und M4 ist von Rollstuhlfahrern nicht selbständig möglich, da ein Höhenunterschied zwischen Bahnsteig und Zug vorhanden ist, seit 2017 stehen deshalb auf allen Stationen mobile Rampen zur Verfügung. Die Nutzung muss eine Stunde im Voraus telefonisch angemeldet werden, der Rollstuhlfahrer wird dann von einem Mobilitätsassistenten beim Zustieg unterstützt, bis zum Ausstieg begleitet und klappt dort auch eine mobile Rampe für das Verlassen des Zuges auf. Der Zustieg erfolgt immer an der ersten Tür, dieser Dienst ist kostenlos und zwischen 8:00 und 21:00 verfügbar.
Im Transferbereich der Station Sofijski uniwersitet / Orlow most sind lange Fahrsteige installiert, um die Umsteigezeiten zu verkürzen.

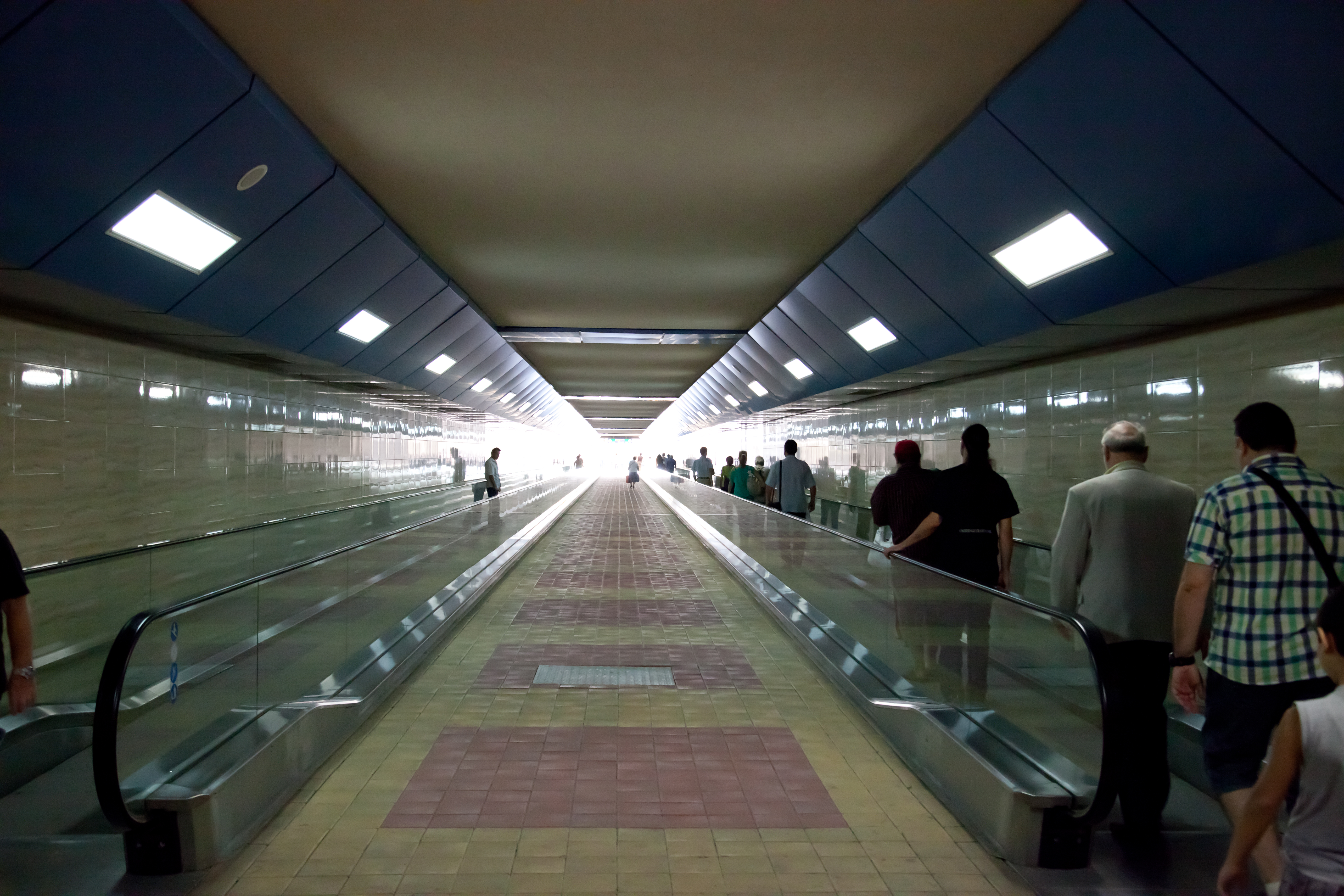
Fahrsteige im Transferbereich zwischen Adlerbrücke und Universität Sofia

### Funknetze für Fahrgäste

#### Mobilfunknetze
Die Infrastruktur für die Mobilfunknetze (Glasfaserkabel, Antennen, Repeater etc.) wird von den privaten Netzbetreibern installiert und betrieben. Die ersten eröffneten Stationen wurden nur mit einem GSM Netz vom Netzbetreiber A1 Bulgaria versorgt. 2013 wurde ein gemeinsames Projekt aller drei Netzbetreiber A1 Bulgaria, Vivacom und Yettel Bulgaria gestartet um auch mobile Datendienste anzubieten. Das Projekt wurde für 1,7 Millionen Euro von Netzausrüster Ericsson ausgeführt und seit Oktober 2013 steht an allen Stationen und in den Tunneln ein UMTS Mobilfunknetz mit einer Geschwindigkeit bis zu 42 Mbps zur Verfügung, es wurde auch ein gemeinsames BTS-Hotel in der Station Serdika errichtet. Das Netz wurde im Jahr 2016 aufgerüstet und bietet seitdem auch LTE Versorgung mit Geschwindigkeiten bis zu 100 Mbps.

#### WLAN
In Kooperation mit einem Internetprovider sind an 20 Haltestellen WiFi Hot Spots installiert. Der Zugang zum Internet ist kostenfrei möglich, benötigt aber eine Registrierung.

### Fahrgastinformation

#### Ansagen
In den U-Bahn-Zügen erfolgen während der Fahrt Stationsdurchsagen, die Ansagen werden von der Moderatorin der Abendnachrichten des Bulgarischen Nationalen Fernsehens, Nadeschda Obretenowa, gesprochen. Einzelne Durchsagen erfolgen auch auf Englisch, sind jedoch gegenüber den Standarddurchsagen verkürzt. Auf den Bahnsteigen erhalten die Fahrgäste akustische Informationen, wenn jemand die Markierung an der Bahnsteigskante durchquert, bevor ein Zug angehalten hat. In den Zügen werden wiederholt Erinnerungsansagen abgespielt, die die Fahrgäste auffordern, keine persönlichen Gegenstände und Gepäck in den Zügen und an den Bahnsteigen zu vergessen.

#### Visuelle Informationen
An den Bahnsteigenden aller Stationen der Linien M1, M2 und M4 stehen die für osteuropäische Metros typischen, digitalen Zugfolgeuhren. Sie geben die Zeit seit der letzten Zugabfahrt an und stellen sich bei der nächsten wieder auf Null. Zusätzlich befindet sich auf halber Länge der Bahnsteige jeweils ein LCD-Bildschirm, der Liniennummer und Fahrtziel anzeigt. Auf der Linie M3 werden dagegen LED-basierte Anzeigetafeln eingesetzt.

### Fahrradbeförderung
Die Fahrradbeförderung war lange Zeit nicht erlaubt. 2011 wurde das Verbot gelockert und es wurde eine Beförderung an Sonntagen sowie an Feiertagen erlaubt, wobei ein Einzelfahrschein für das Fahrrad gelöst werden musste. Seit dem 1. Mai 2021 wurden die Beförderungsbedingungen nochmals gelockert, seitdem ist die Beförderung kostenlos und man darf mit einem Fahrrad auch an Werktagen vor 7:00 Uhr sowie nach 20:00 zusteigen (an Wochenenden ganztägig). Die Beförderung darf nur im letzten Wagen erfolgen. Die Beförderung von Elektrotretrollern ist der eines Fahrrads gleichgestellt.

### Park and Ride
An manchen Stationen stehen Tiefgaragen zur Verfügung. Die Nutzung ist während der Öffnungszeiten der Stationen gratis, wenn man in Besitz einer Monatskarte für den ÖPNV ist, sein Auto in der Tiefgarage abstellt und die Fahrt mit der U-Bahn fortsetzt. Mit einem Einzelfahrschein kann man die ersten zwei Stunden dort kostenlos parken. Ziel ist es, die Nutzung von privaten PKWs in der Innenstadt zu reduzieren. In Betrieb sind solche P+R Tiefgaragen an den Stationen Beli Dunaw, Dschejms Bautscher, IEZ - Zarigradsko Schosse und Stadion "Wassil Lewski", an der Station Gorna Banja steht eine oberirdische Parkanlage zur Verfügung.

## Fahrzeuge
Für die Metro Sofia wurden 1990 zwölf vierteilige Züge vom Typ 81-717/714 sowjetischer Herkunft (Hersteller: Metrowagonmasch-Werke) beschafft, die bis zur Eröffnung 1998 eingelagert waren. Zwischen 2019 und 2021 wurden acht dieser Züge vom Hersteller Metrowagonmash modernisiert. Der ursprüngliche Auftrag zur Modernisierung aller vorhandenen alten Zuggarnituren konnte auf Grund der Sanktionen gegen Russland seit dem Überfall auf die Ukraine nicht vollendet werden. Für die Erweiterungen 2009 und 2012 sowie die Erweiterung zum Flughafen Sofia – die 2015 eröffnet wurde – wurden wieder von Metrowagonmasch modernere Zuggarnituren vom Typ 81-740.1 / 81-741.1 und 81-740.2Б / 81-741.2Б gekauft. Insgesamt sind aktuell neun dreiteilige Züge vom Typ 81-740.1 / 81-741.1 und 31 vom Typ 81-740.2Б / 81-741.2Б in Einsatz. Die letzteren sind auch mit einer Klimaanlage im Fahrgastraum ausgestattet.
Für den Einsatz auf der Linie M3 wurden bei einem Konsortium von Siemens Österreich und Newag 2015 zwanzig dreiteilige Züge vom Typ Siemens Inspiro bestellt, welche bis 2019 geliefert werden sollen. Die Länge der Züge beträgt 60 Meter und die Breite 2,65 m. Die Züge werden pro Waggon jeweils 4 Doppeltüren mit einer Breiten von 1,4 Meter besitzen. Zudem besteht eine Option auf zehn weitere Garnituren. Im März 2019 wurde diese Option gezogen und die Metro Sofia hat die Züge bestellt.
Zur Erhöhung der Kapazitäten in Form eines dichteren Fahrtangebots, welcher nach der Eröffnung der geplanten Station zwischen den bestehenden Stationen Sliwniza und Obelja vorgesehen ist, wurden im Juli 2023 bei Škoda Transportation insgesamt 8 vierteilige Züge vom Typ Varsovia mit einem Gesamtwert von 65 Mio. € bestellt, die weitestgehend baugleich zu den in der Metro Warschau eingesetzten Zügen sein sollten, wobei die für Sofia vorgesehenen Züge in Gegensatz zu den in Warschau eingesetzten Zügen über eine Klimatisierung verfügen sollen. Der Einsatz ist ab 2026 auf den Linien M1, sowie M2 und M4 vorgesehen, die dann nach Beendigung der Bauarbeiten für die zusätzliche Station als eigenständige Linien getrennt verkehren sollen.

## Ausbau und Planungen
Bauarbeiten finden momentan an einer drei Stationen umfassenden Verlängerung der Linie M3 Richtung Nordosten zur geplanten Haltestelle Wladimir Wasow (bulgarisch Владимир Вазов) statt.
Nach der Endstation Business Park Sofia im Stadtteil Mladost 4 sind zwei weitere Stationen an der Linie M1 geplant. Der Streckenast zum Flughafen Sofia gilt dagegen als abgeschlossen. Nach Nordwesten ist für die Linie M4 eine Abzweigung mit zwei Stationen in Vorbereitung.
Die Linie M2 soll in der Zukunft im Norden einen abzweigenden Streckenast nach Ilijanzi erhalten, nach Süden noch weitere vier Stationen bis Studentski Grad. Die endgültige Strecke wird sich dann über 20 km und 22 Stationen erstrecken.
Zwischen den Stationen Sliwniza und Obelja wird eine neue Station gebaut, die dann die Trennung der Linie M2/M4 in zwei eigenständigen Linien erlauben wird, die Station wird auch mit einem separaten Versorgungsgleis für Betriebsfahrten zum Depot verbunden um die Linie nach Station Witoscha mit Zügen unabhängig von der Linie zum Flughafen Sofia zu versorgen. Der Umstieg zwischen den beiden Linien wird dann niveaugleich erfolgen. Die Vorbereitungen für den Bau dieser neuen Station begannen mit der Ausschreibung im März 2023.
Die Bauarbeiten für eine Abzweigung der Linie M3 zum Stadtteil Slatina begannen im Dezember 2023. Diese soll nach Vollendung sechs Kilometer und sechs neue Stationen umfassen.
Die Planungen der Stadtverwaltung sehen vor, das U-Bahn-Netz bis 2026 auf 61 Kilometer zu erweitern.

## Archäologie

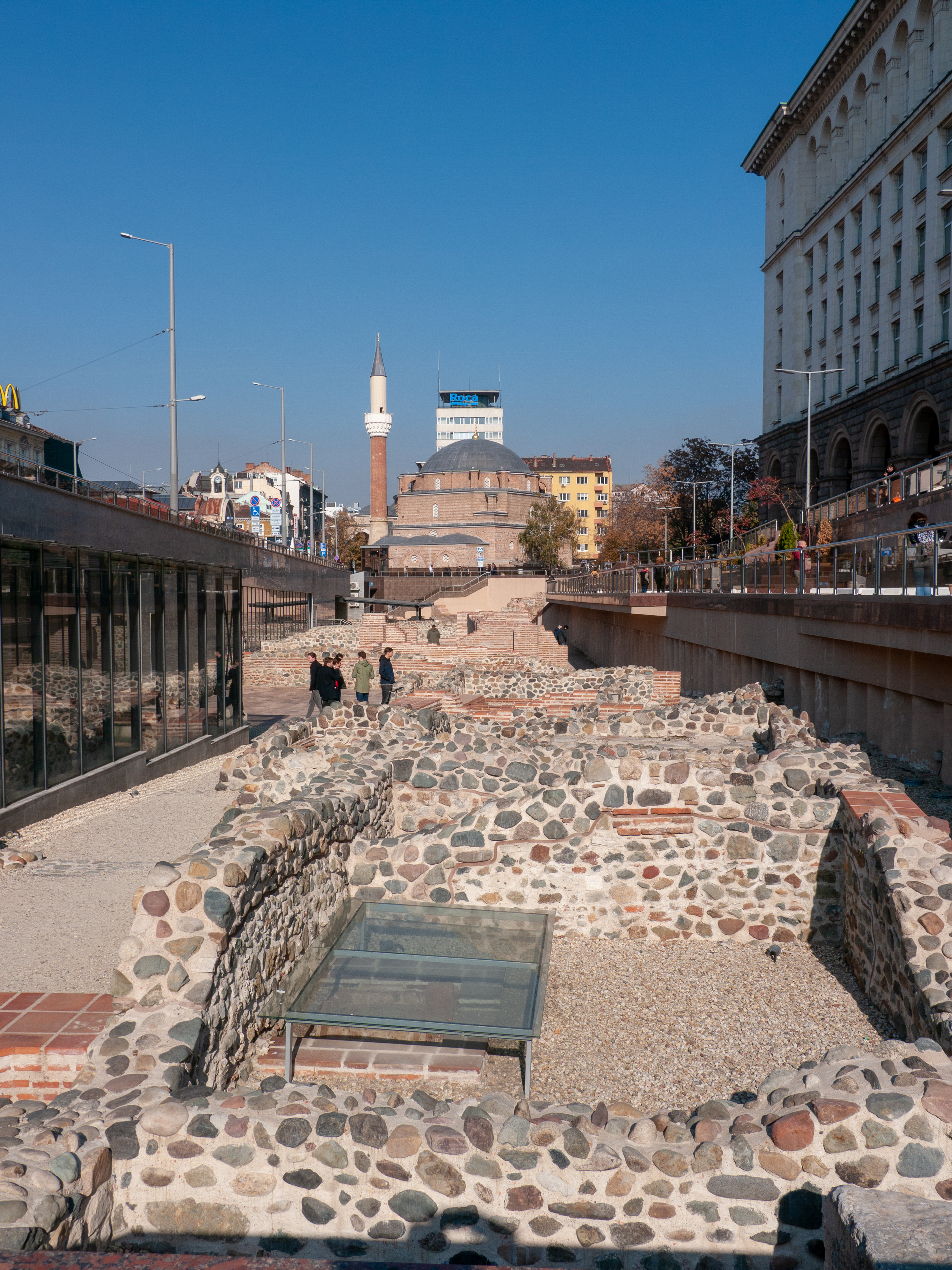
Archäologisches Museum im Freien an der Station Serdika, im Hintergrund die Banja-Baschi-Moschee

Im Rahmen des Ausbaus der Station Serdika zwischen 2010 und 2012 wurden zahlreiche archäologische Funde freigelegt und exponiert. Zwischen der Station und dem Gebäude des Zentralkaufhauses, wo sich früher ein Parkplatz befand und nach ursprünglichen Planungen eine Park-and-Ride-Tiefgarage gebaut werden sollte, wurde ein sehr gut erhaltenes Stück der Decumanus maximus der antiken Serdica entdeckt, sowie gut erhaltene Häuser von wohlhabenden Bürgern der Stadt. Dort, sowie auf einer Zwischenebene der Station wurde dann 2019 ein Museum eröffnet, ein Teil davon im Freien. Zu besichtigen sind unter anderem Teile von römischen Bädern aus dem IV. bis VI. Jahrhundert, eine gut erhaltene Kanalisation aus Keramik- und Bleirohren, Mosaiken und Teile einer Hypokauste. Ein Teil der Funde ist auch in Vitrinen an den Bahnsteigen der Station ausgestellt.
Ein interessanter Fund wurde beim Bau der Strecke zwischen Serdika und Sofijski uniwersitet im Jahr 2008 gemacht: Die Tunnelbohrmaschine stieß auf Teile eines über Sofia abgeschossenen Flugzeugs aus dem Zweiten Weltkrieg, was eine Verzögerung beim Bau verursachte.

## Galerie

### Linie M1

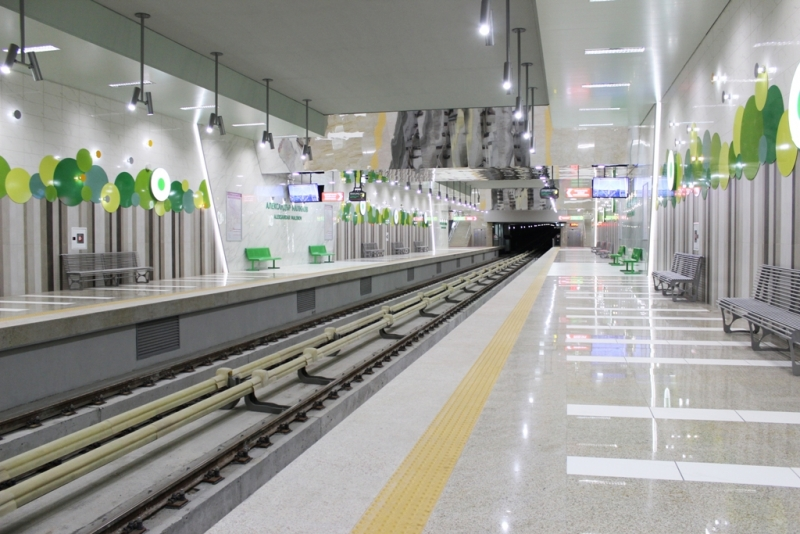
Alexandar Malinow
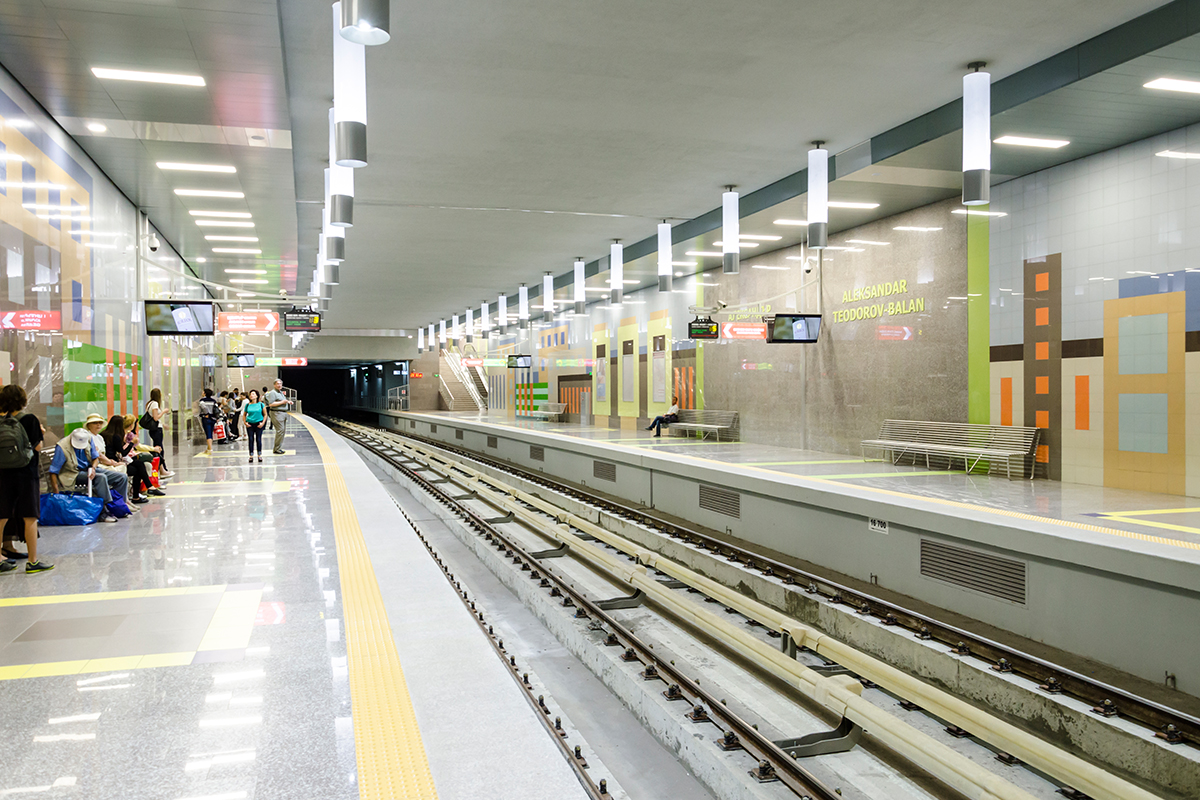
Alexandar Teodorow-Balan
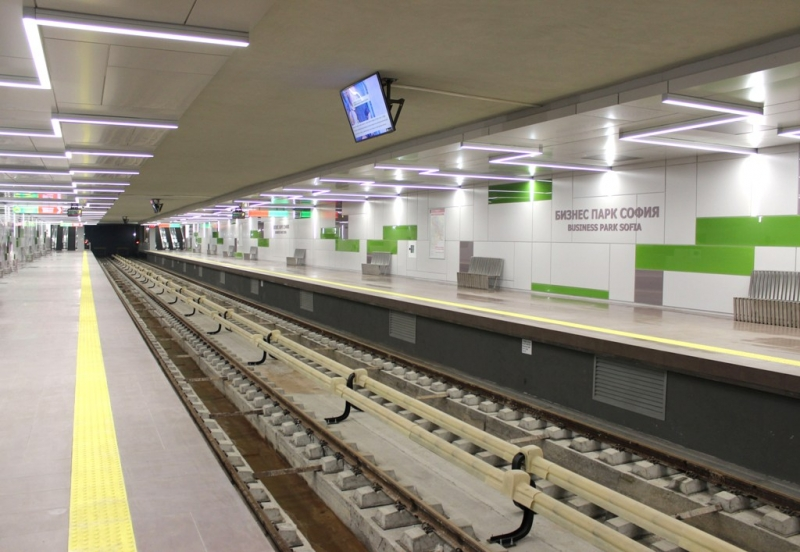
Business Park Sofia

### M2

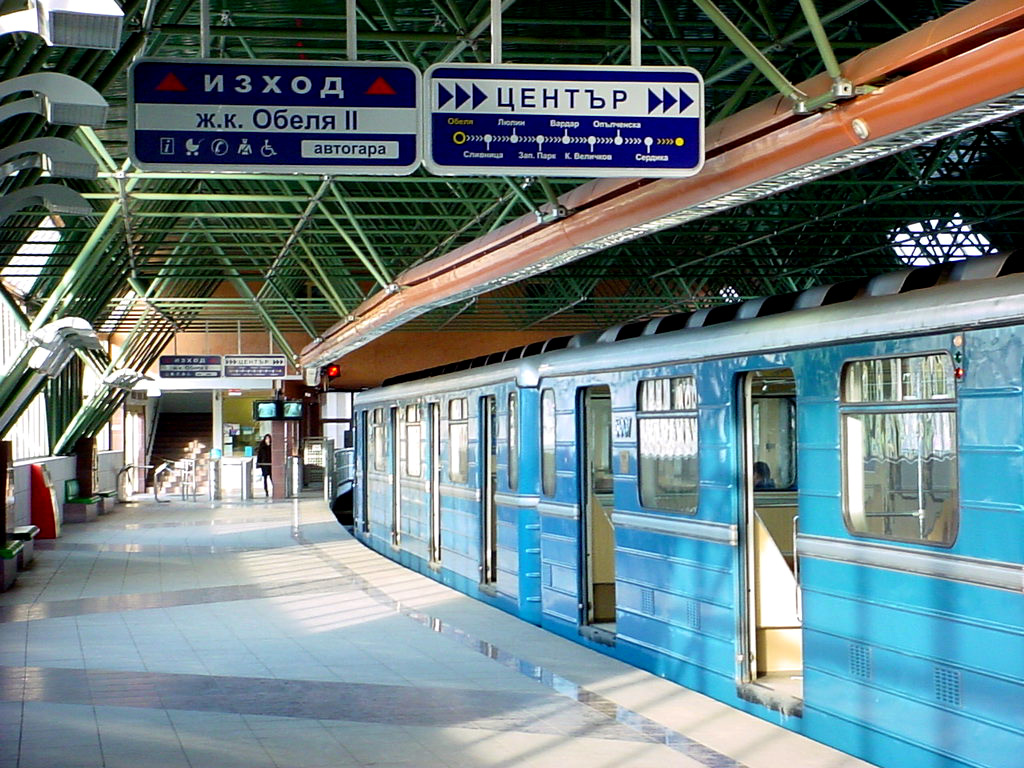
Obelja
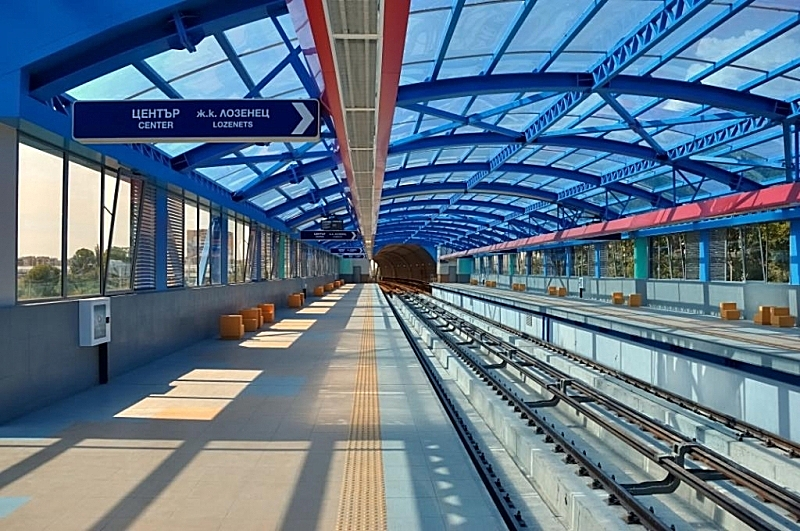
Lomsko Schosse
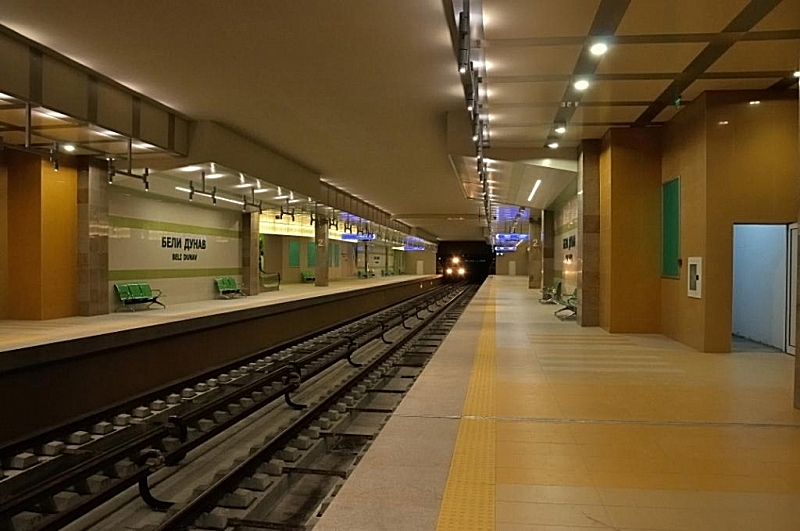
Beli Dunaw
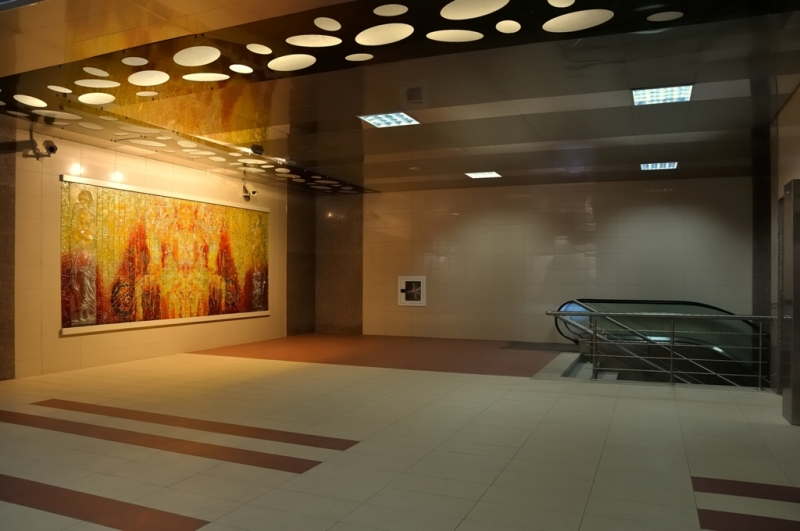
Nadeschda
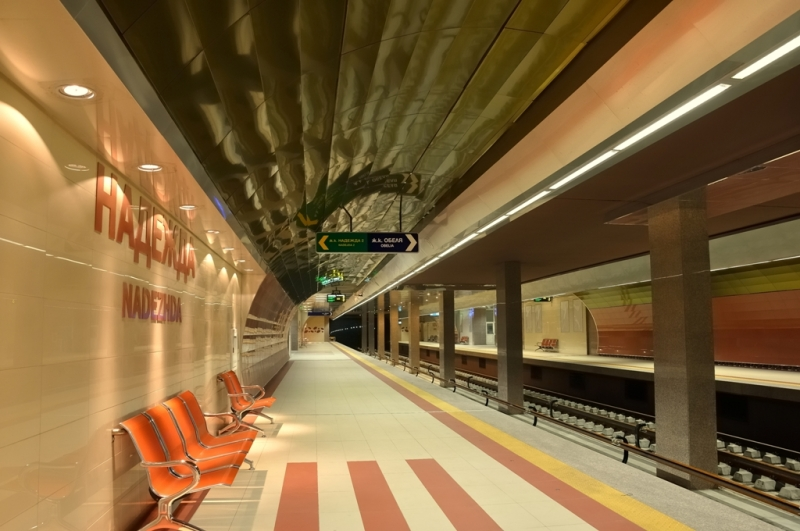
Nadeschda
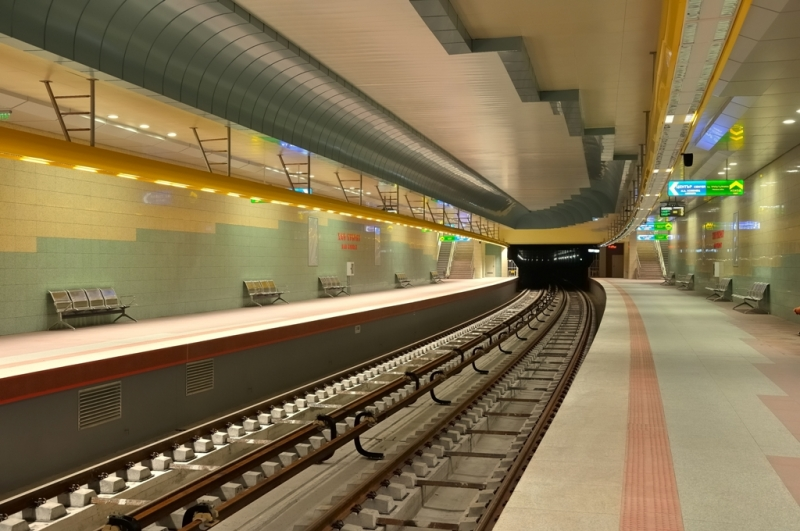
Chan Kubrat
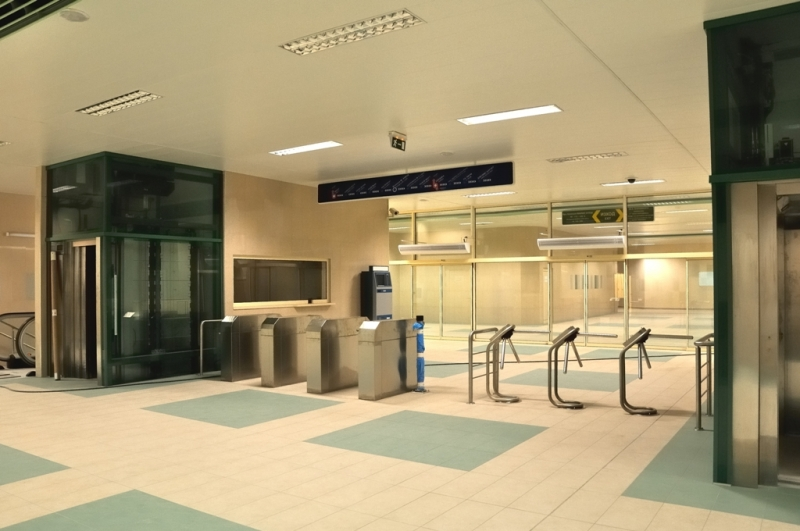
Marija Luisa
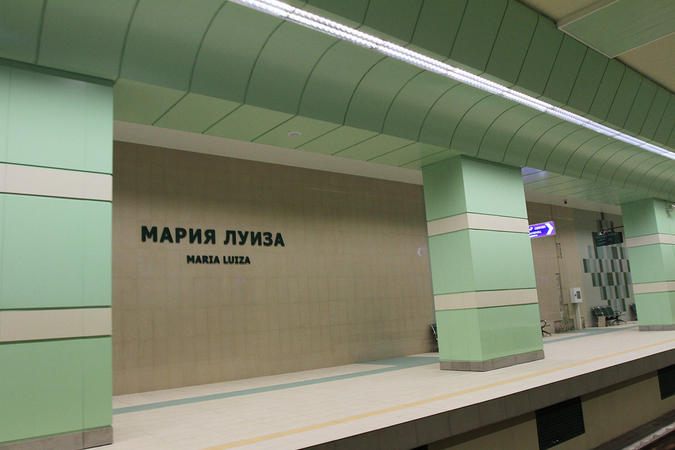
Marija Luisa
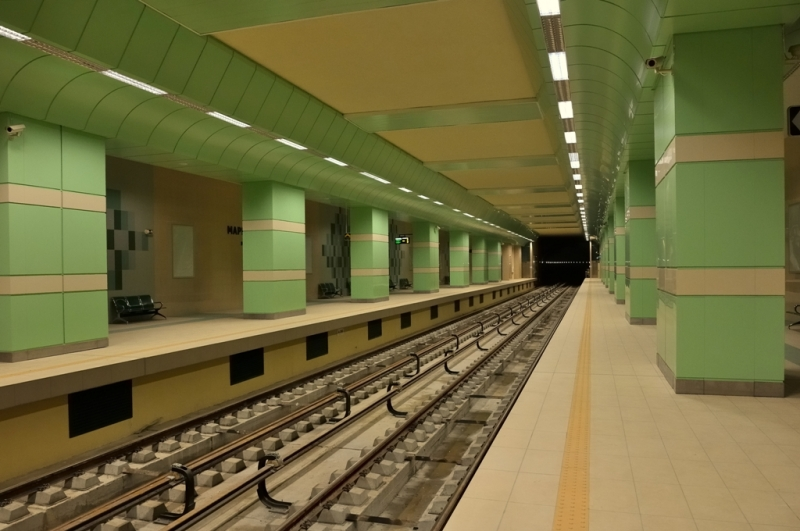
Marija Luisa
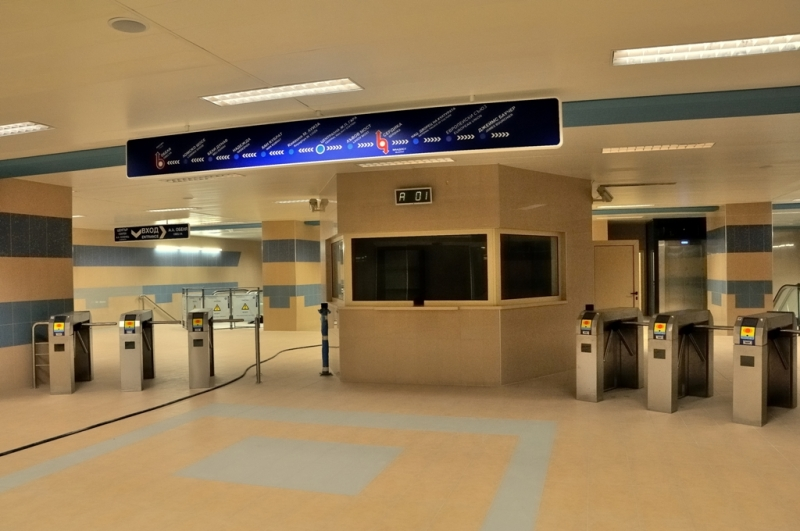
Zentralna gara (Hauptbahnhof Sofia)
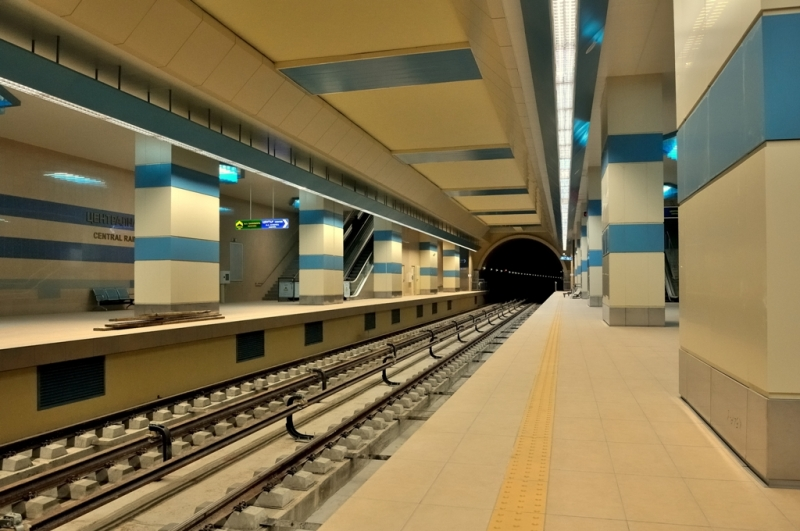
Zentralna gara (Hauptbahnhof Sofia)
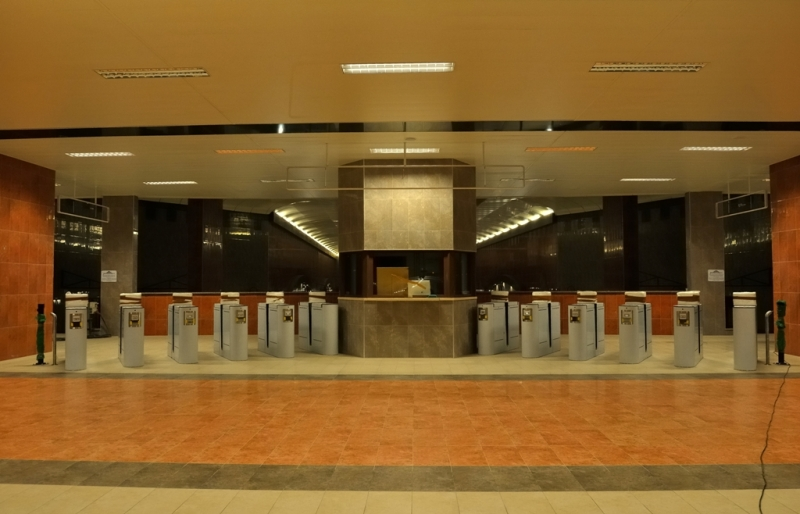
Lawow Most (Löwenbrücke)
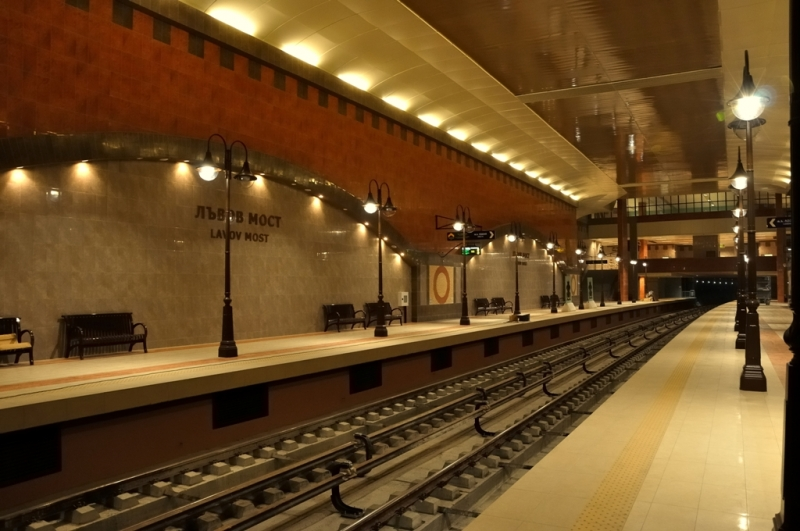
Lawow Most (Löwenbrücke)
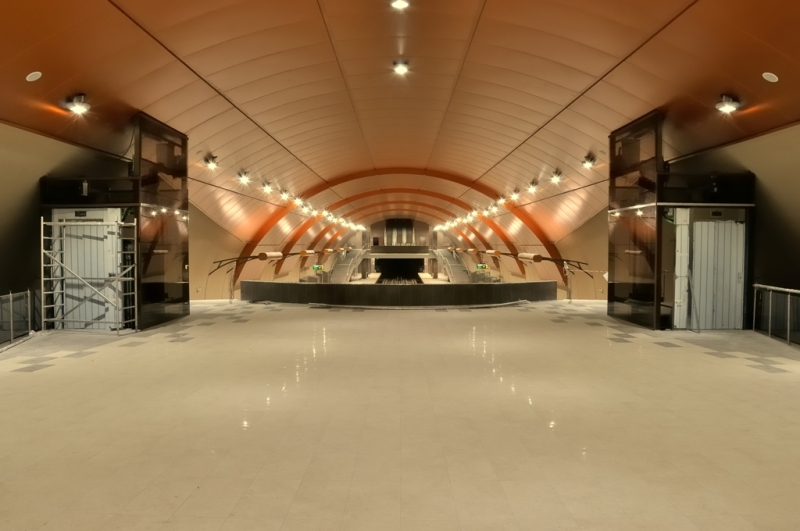
Serdika unteren Bahnsteig
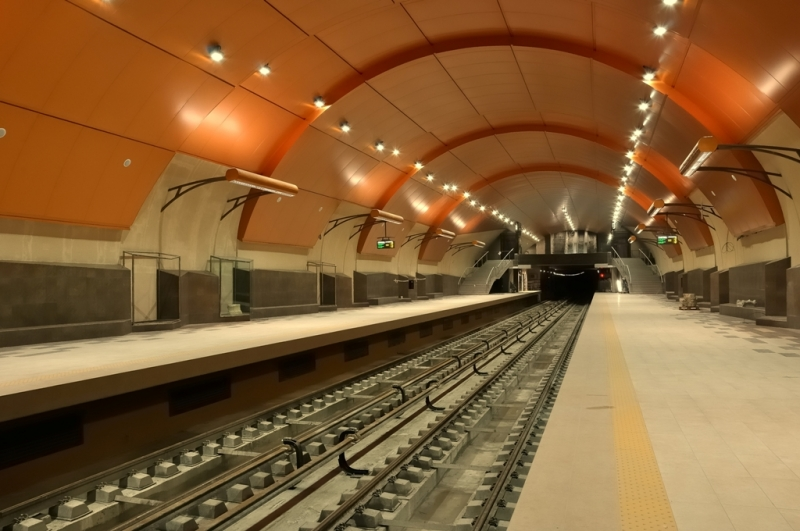
Serdika unteren Bahnsteig
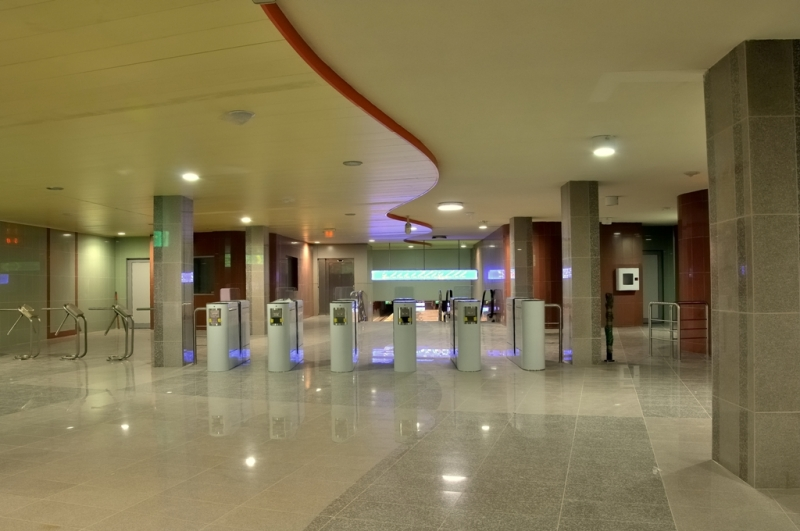
Nazionalen dworez na kulturata (Nationaler Kulturpalast) oberen Bahnsteig
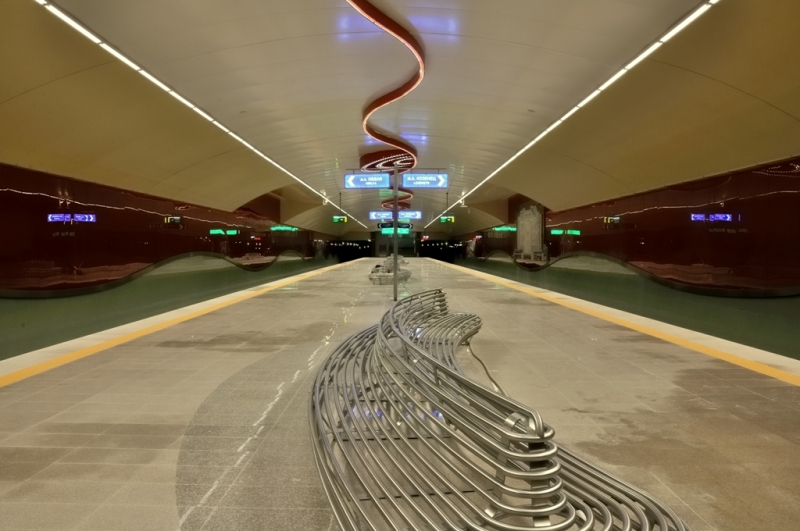
Nazionalen dworez na kulturata (Nationaler Kulturpalast) oberen Bahnsteig
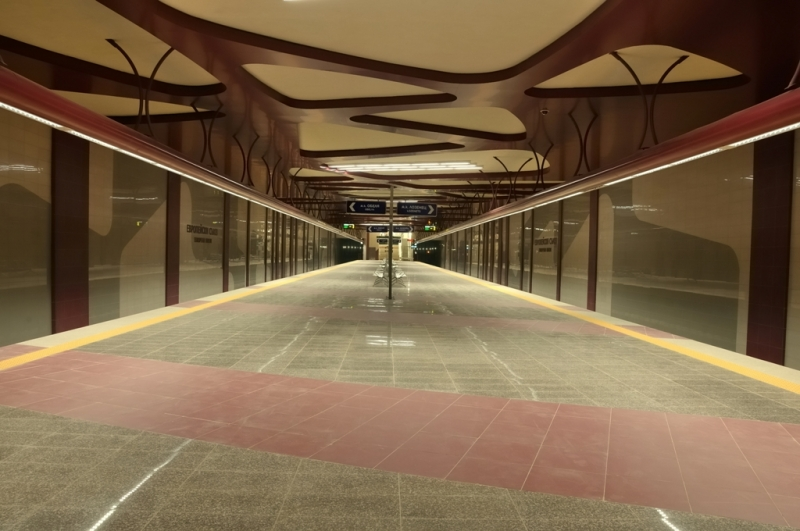
Ewopejski sajus
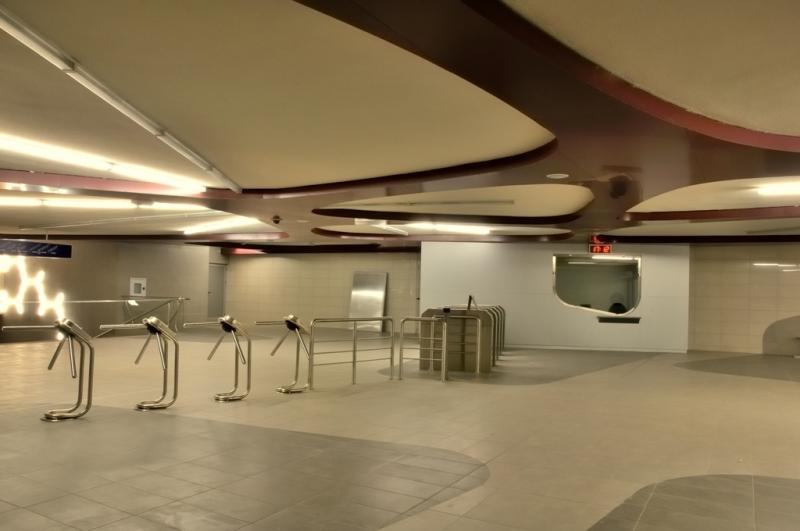
Ewropejski sajus
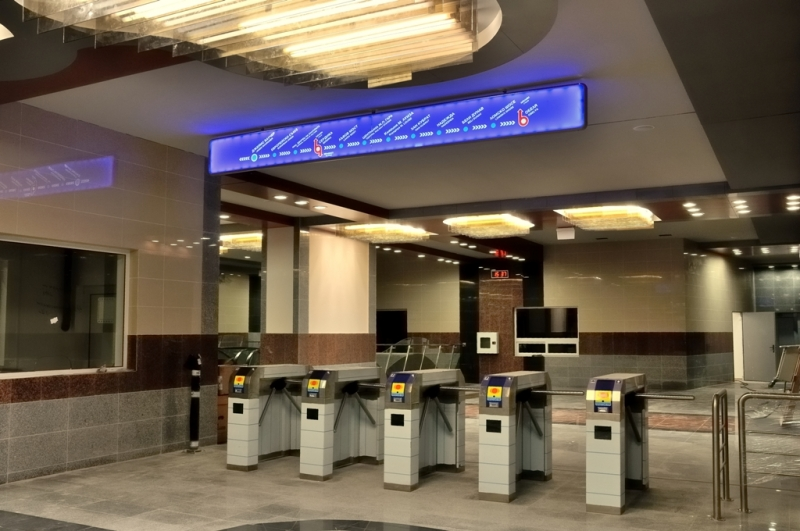
Dschejms Bautscher
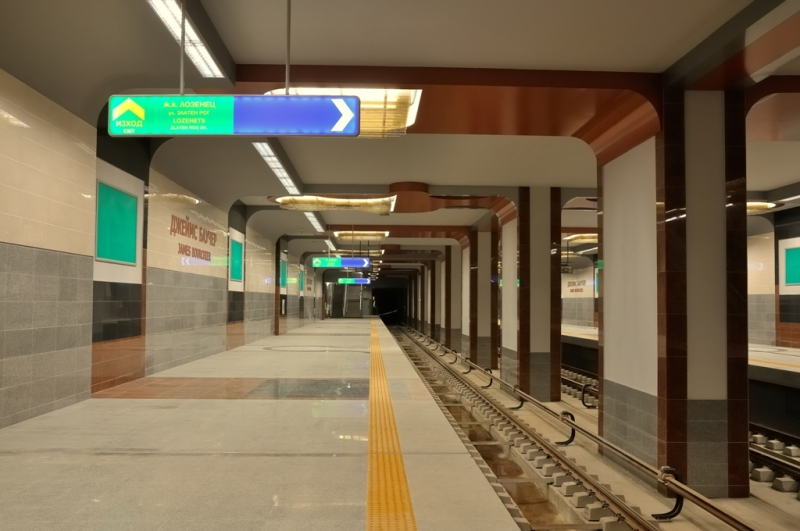
Dschejms Bautscher
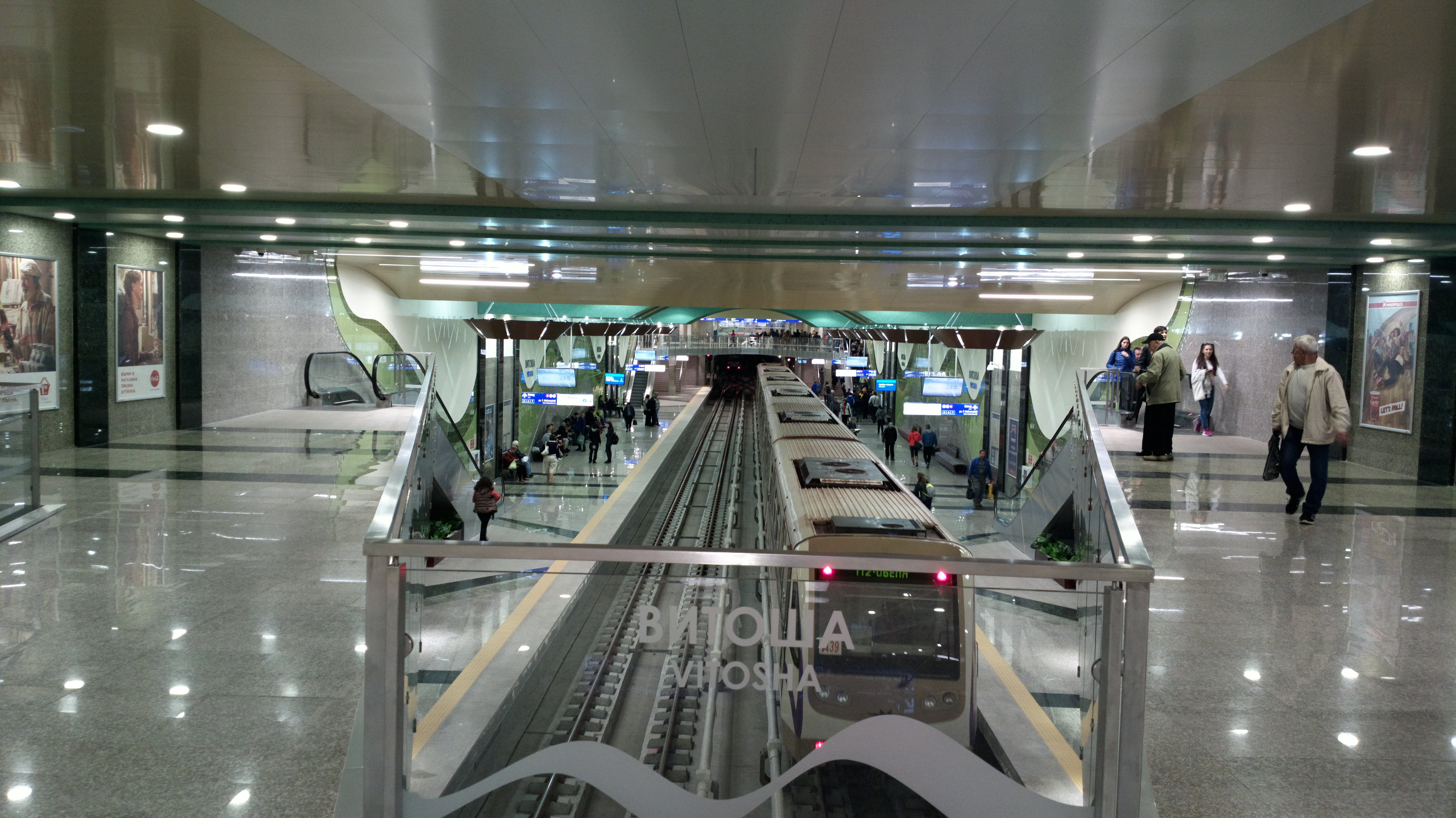
Witoscha

### Linie M4

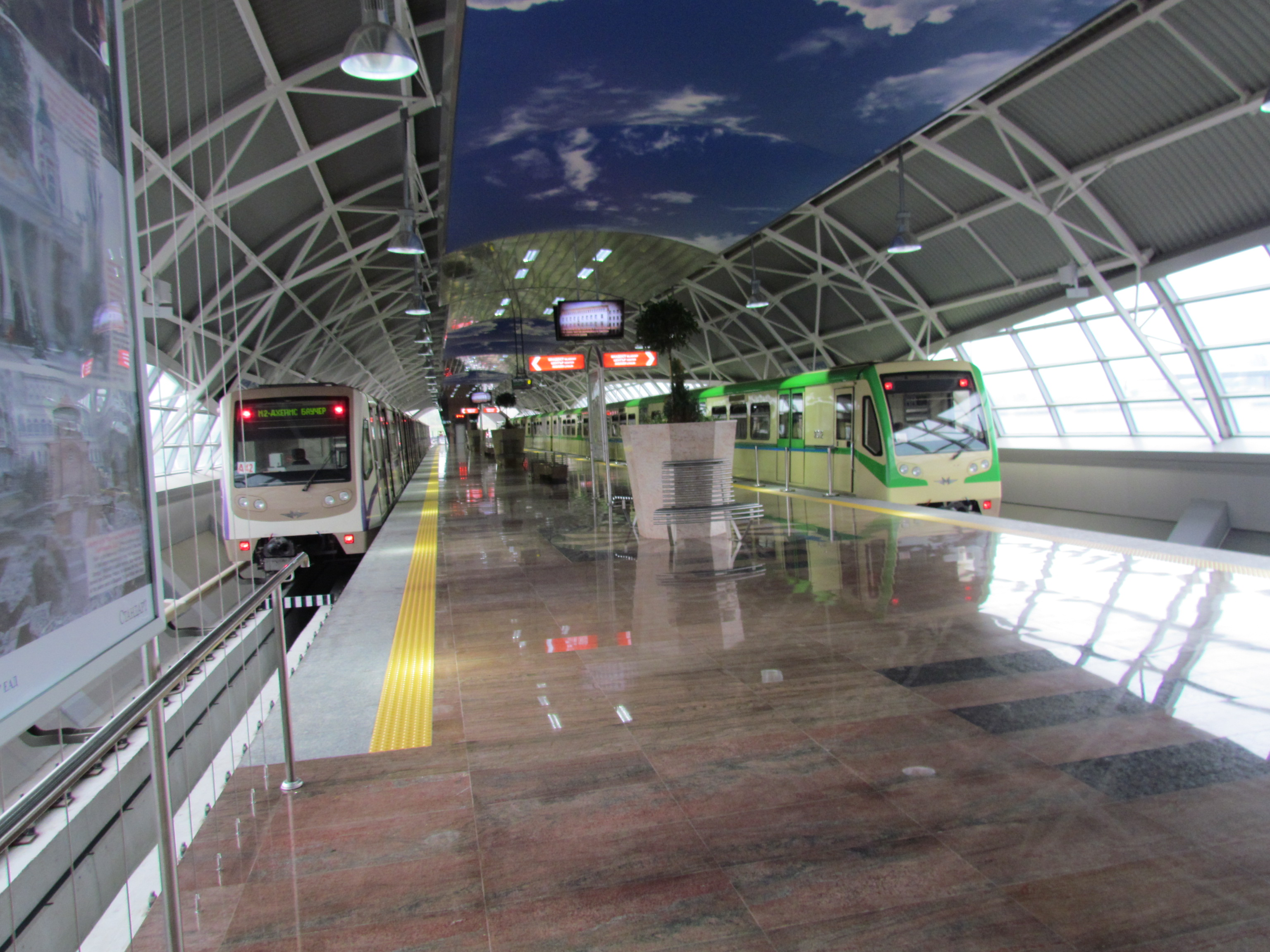
Letischte Sofia (Flughafen Sofia)
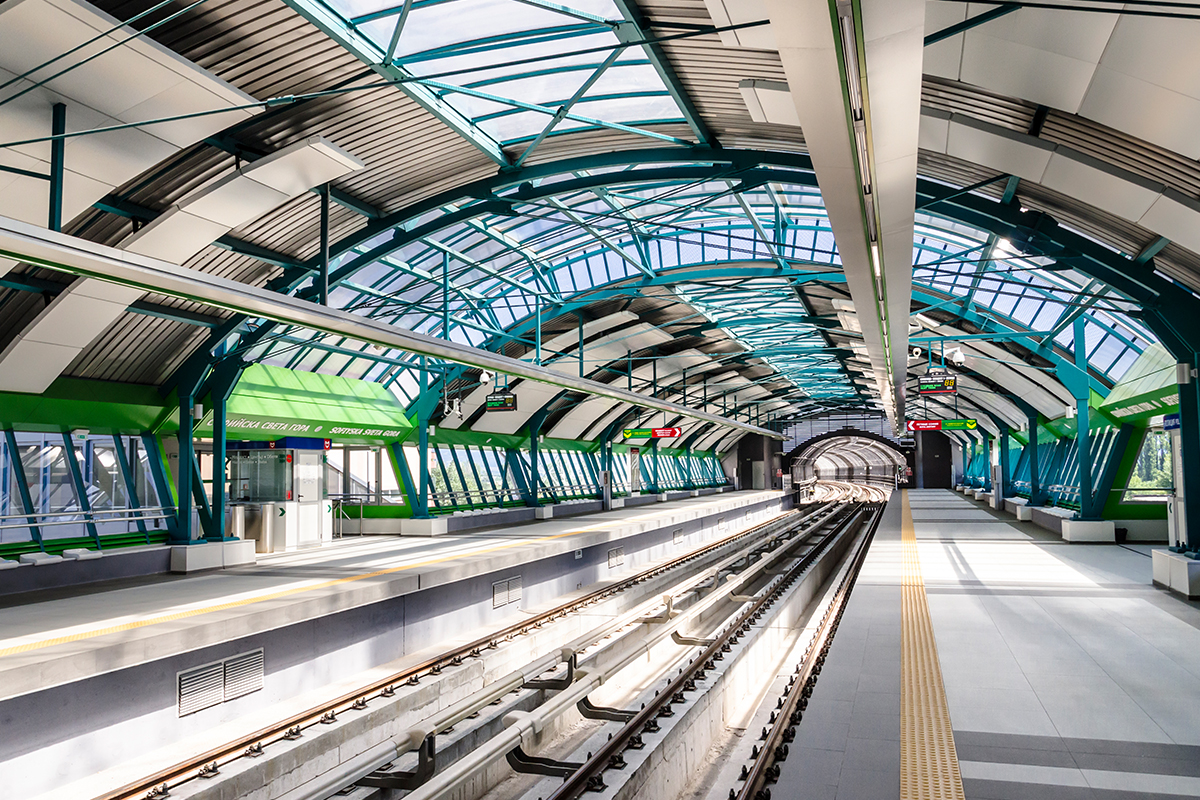
Sofijska Sweta Gora
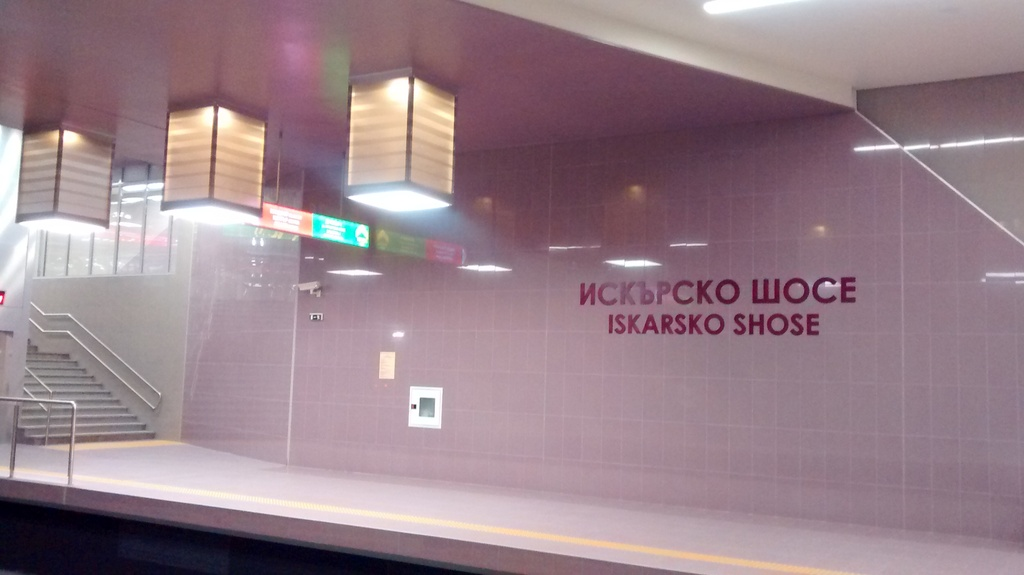
Iskarsko Schosse
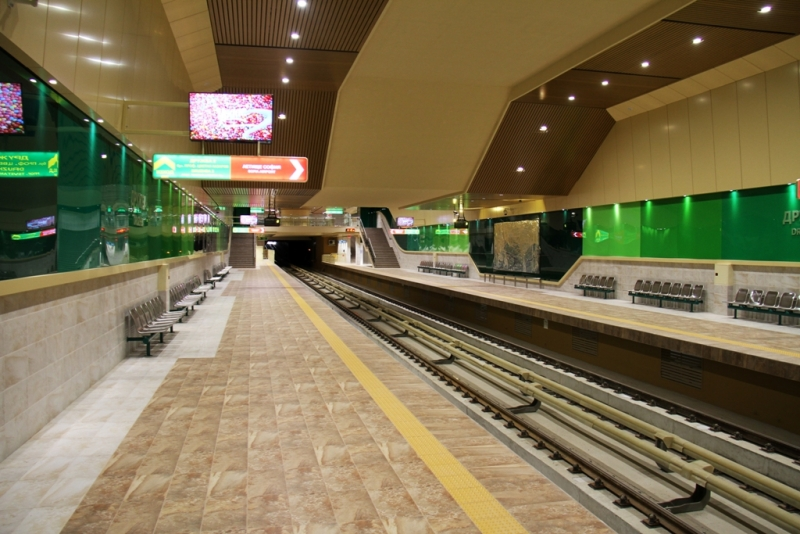
Druschba
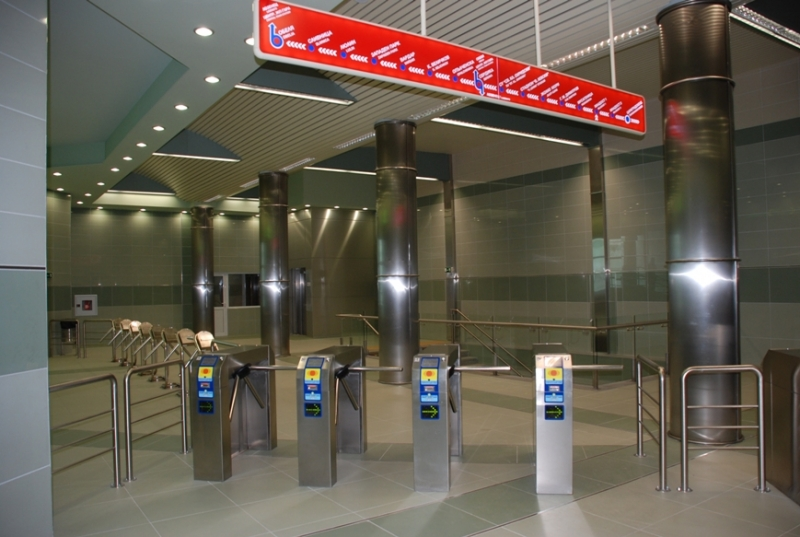
IEZ-Zarigradsko Schosse
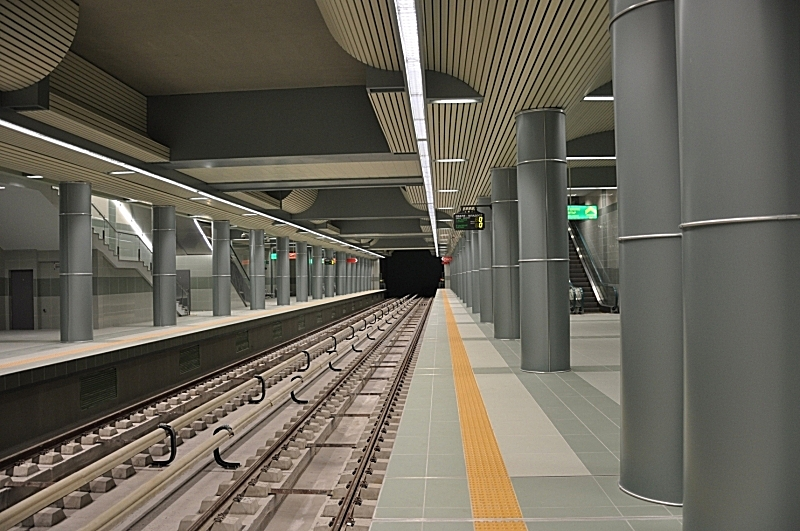
IEZ-Zarigradsko Schosse
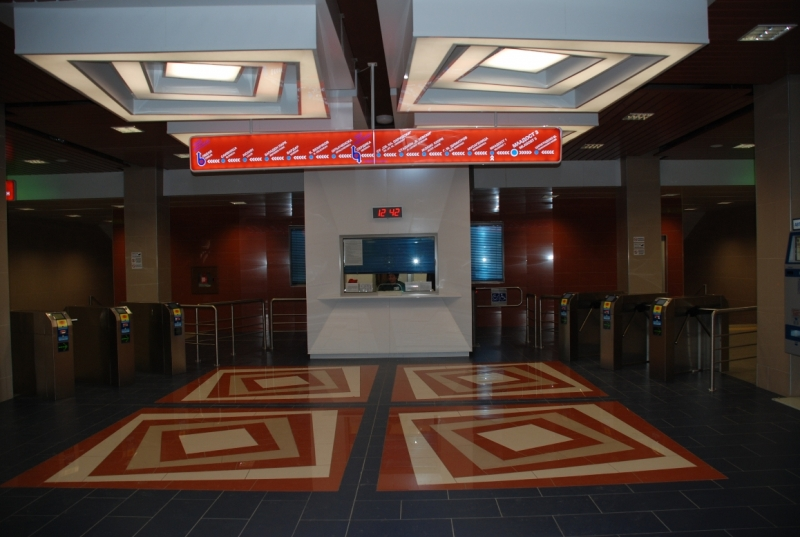
Mladost 3
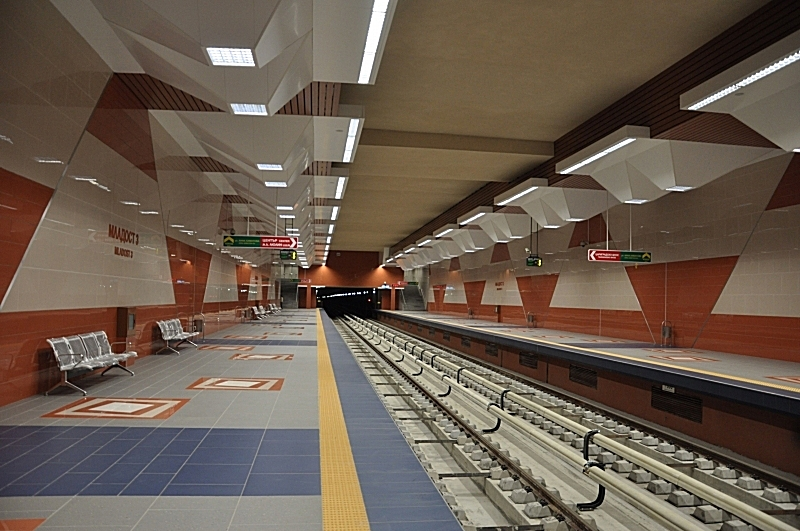
Mladost 3
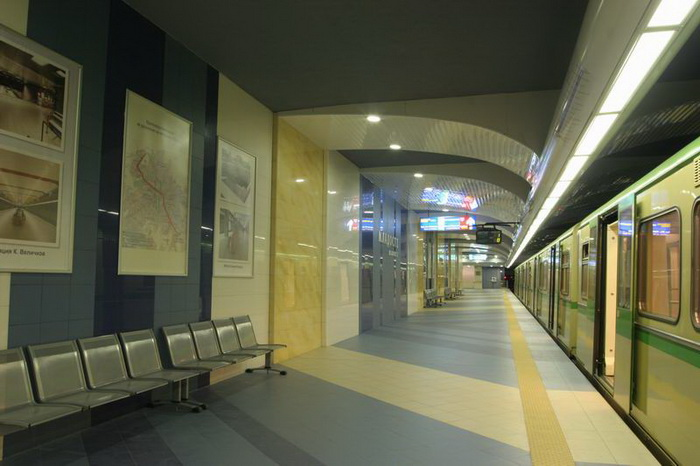
Mladost 1
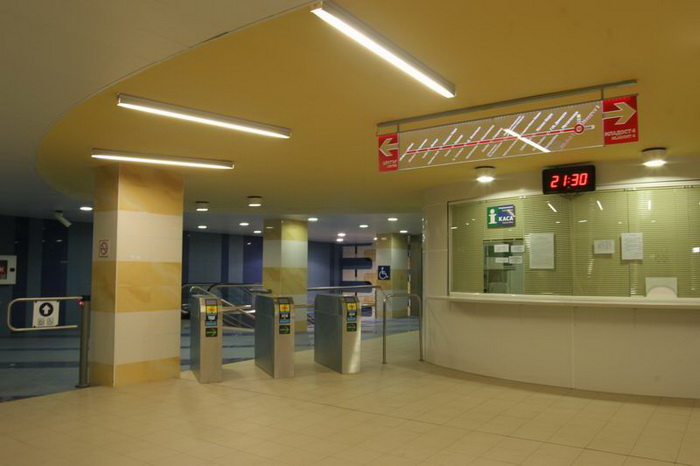
Mladost 1
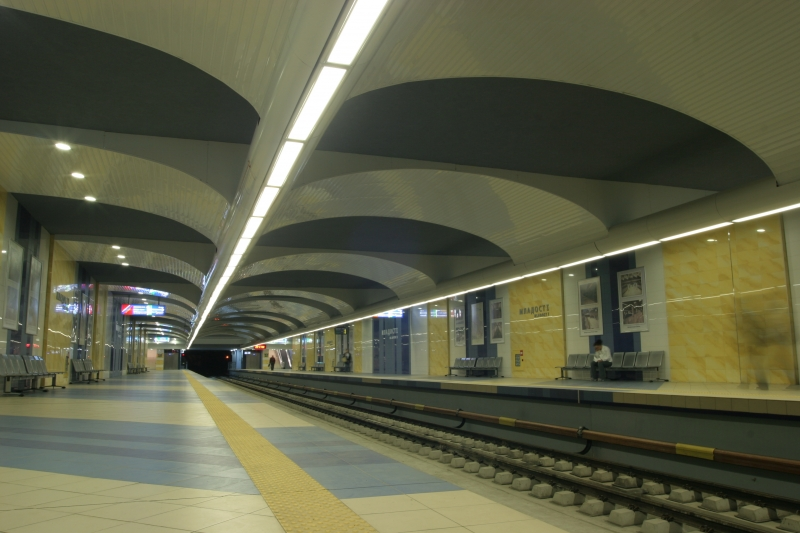
Mladost 1
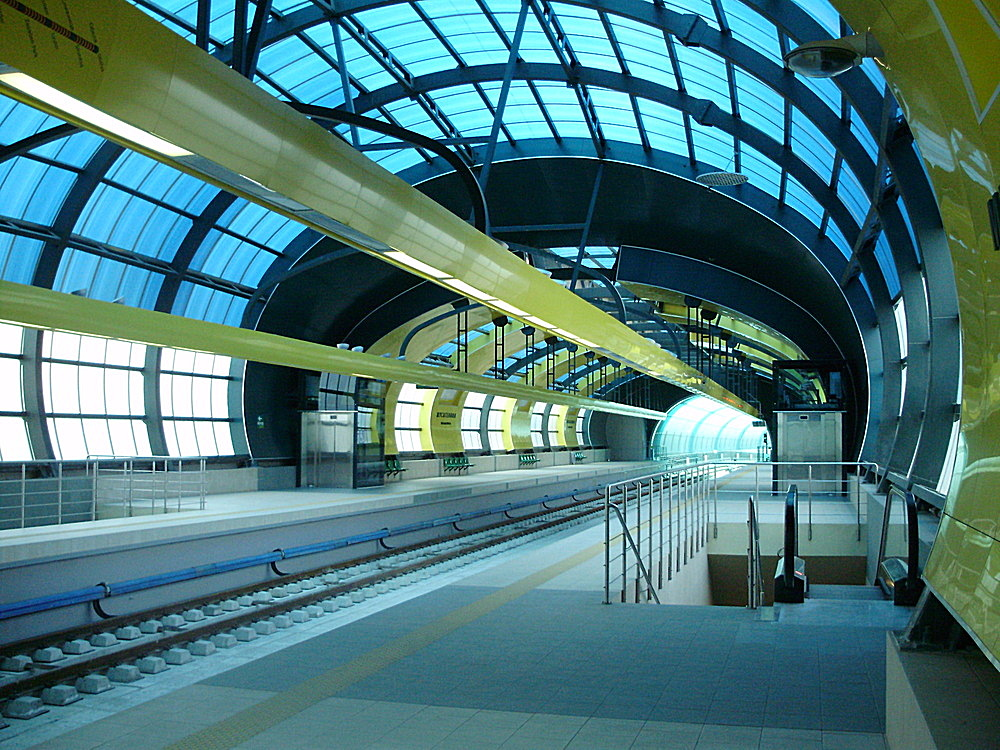
Musageniza
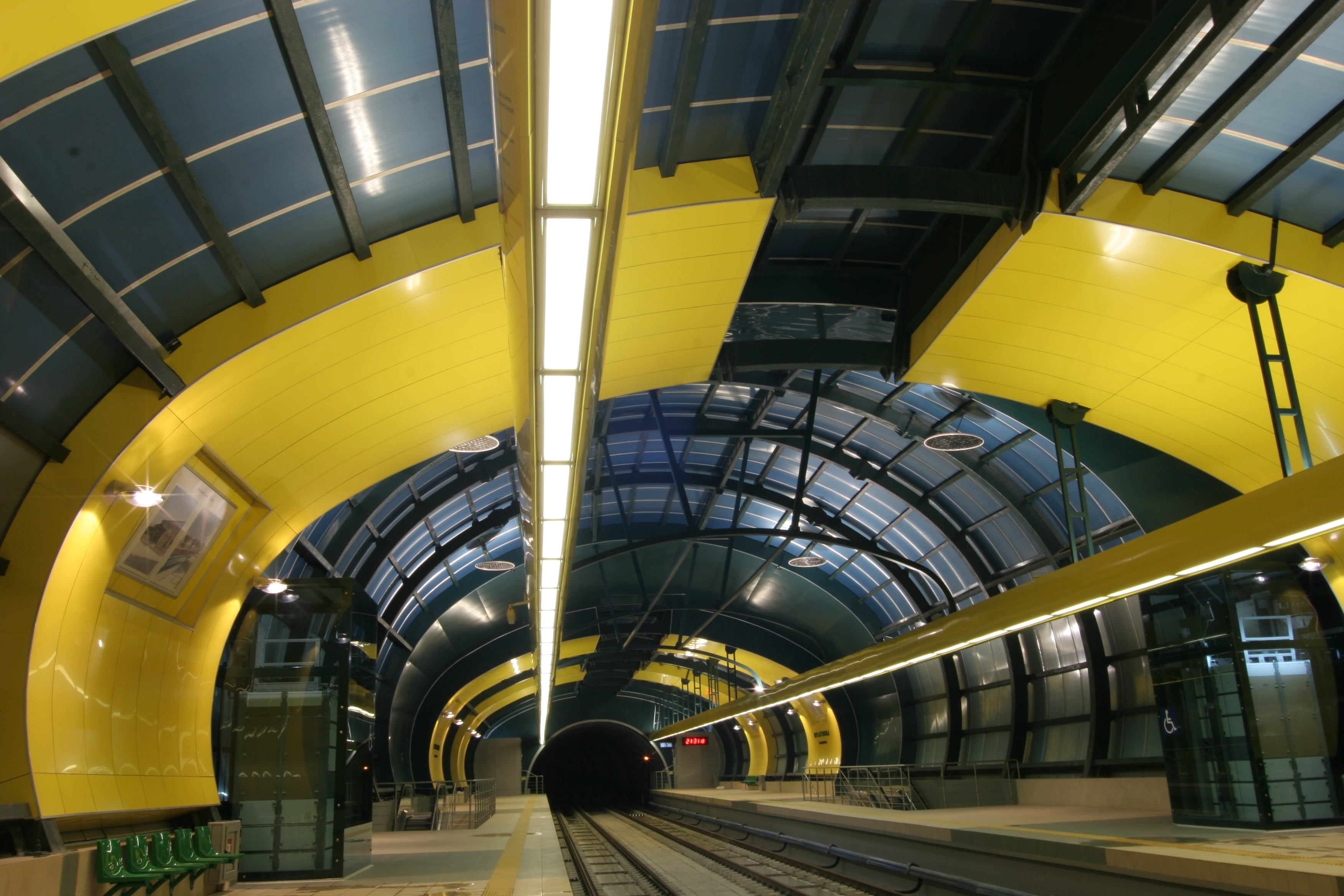
Musageniza
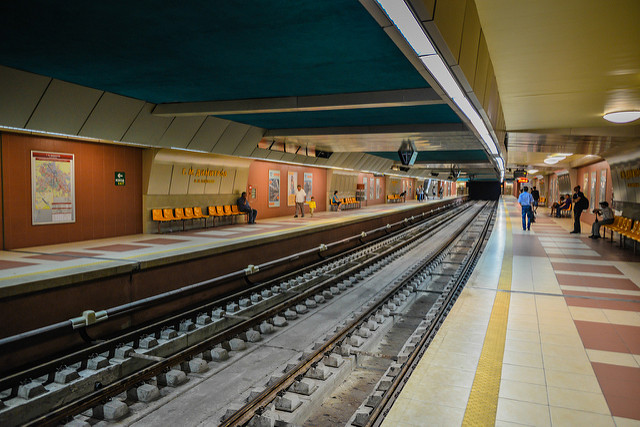
G.M. Dimitrow
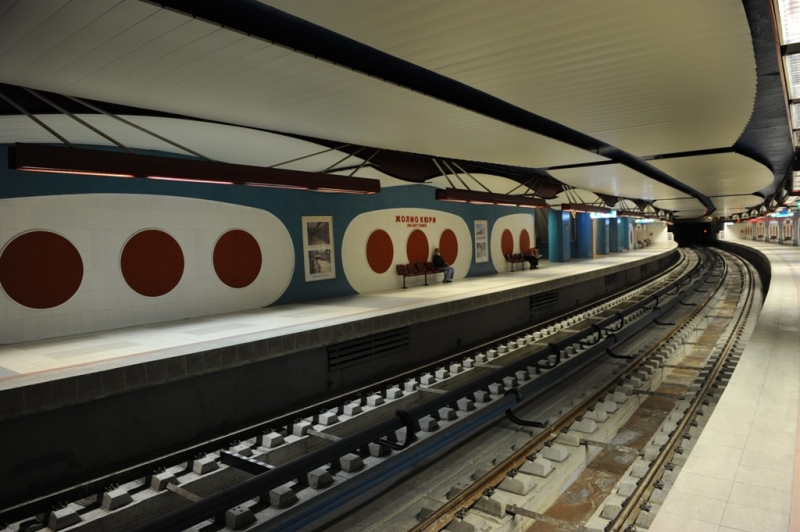
Scholjo-Kjuri
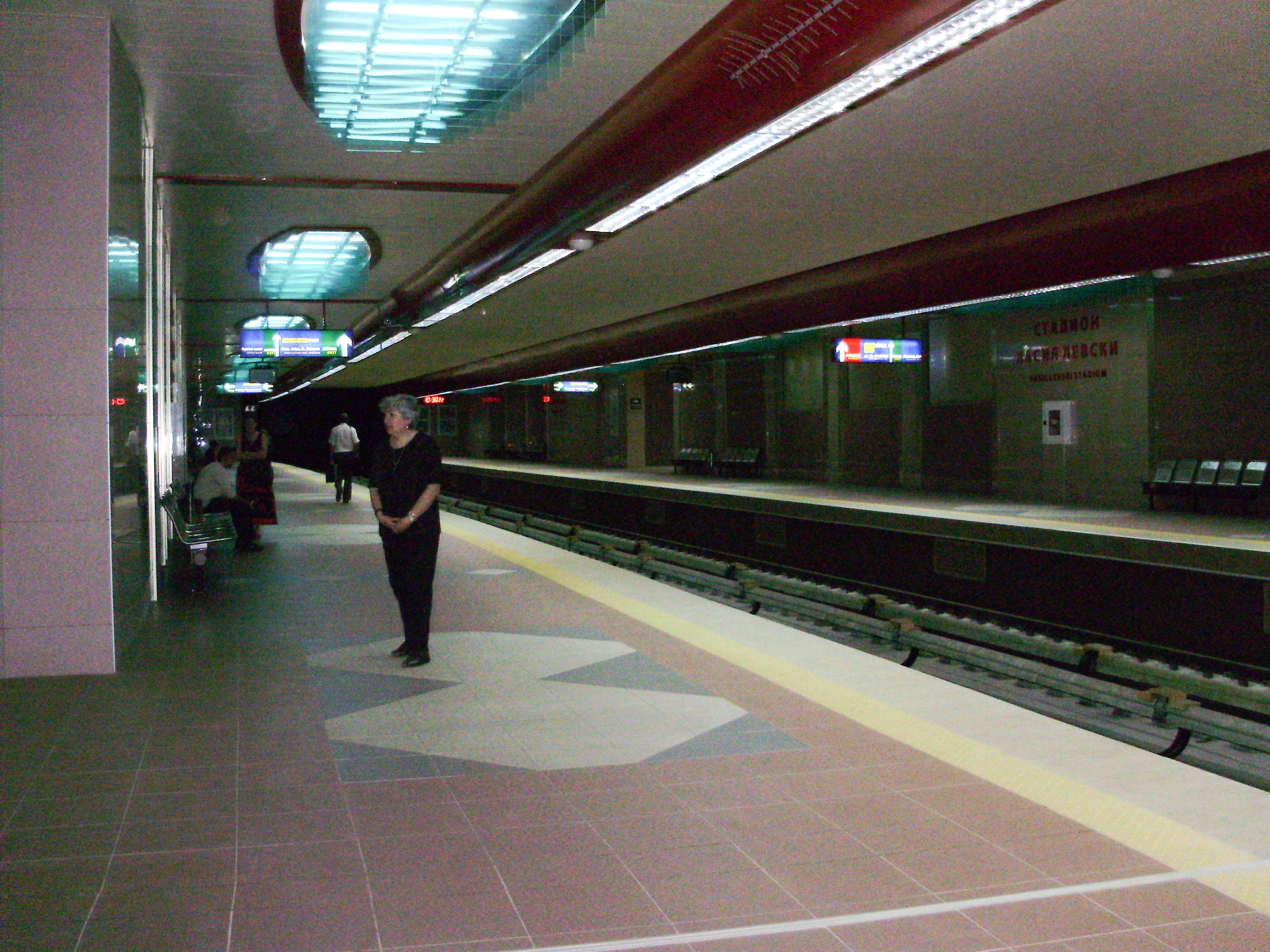
Stadion "Wassil Lewski"
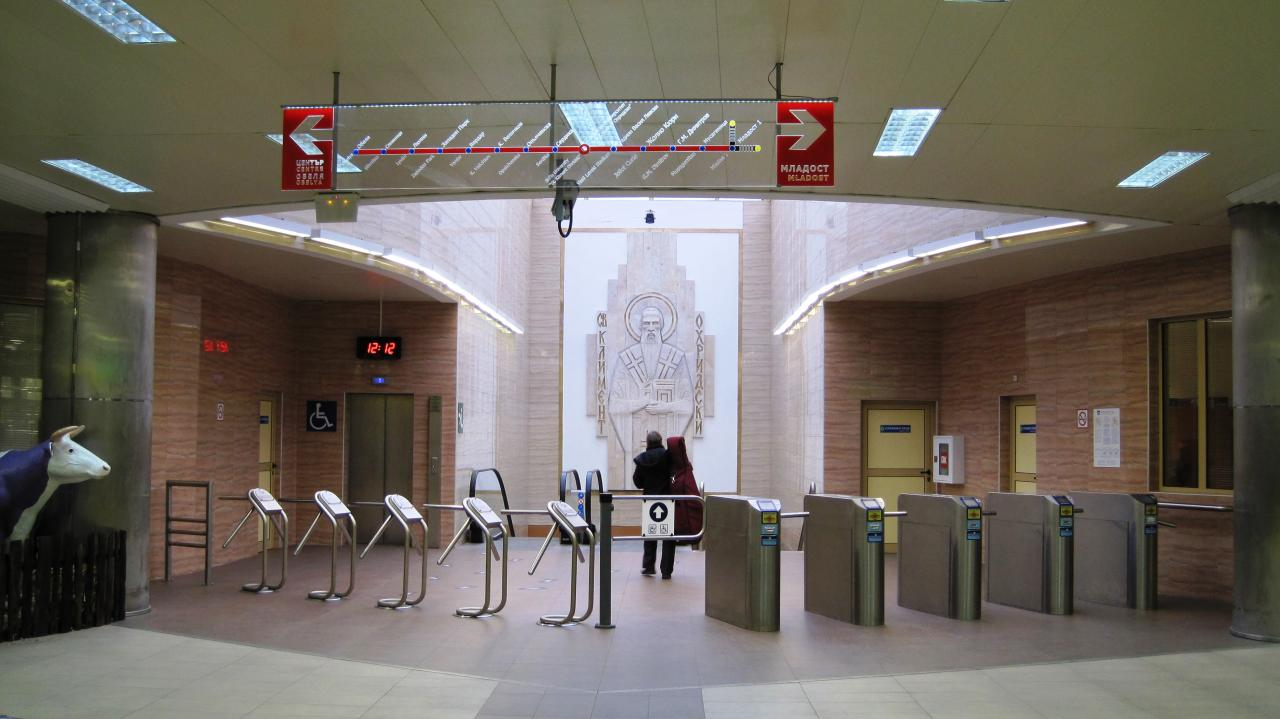
Sofijski uniwersitet (Universität Sofia)
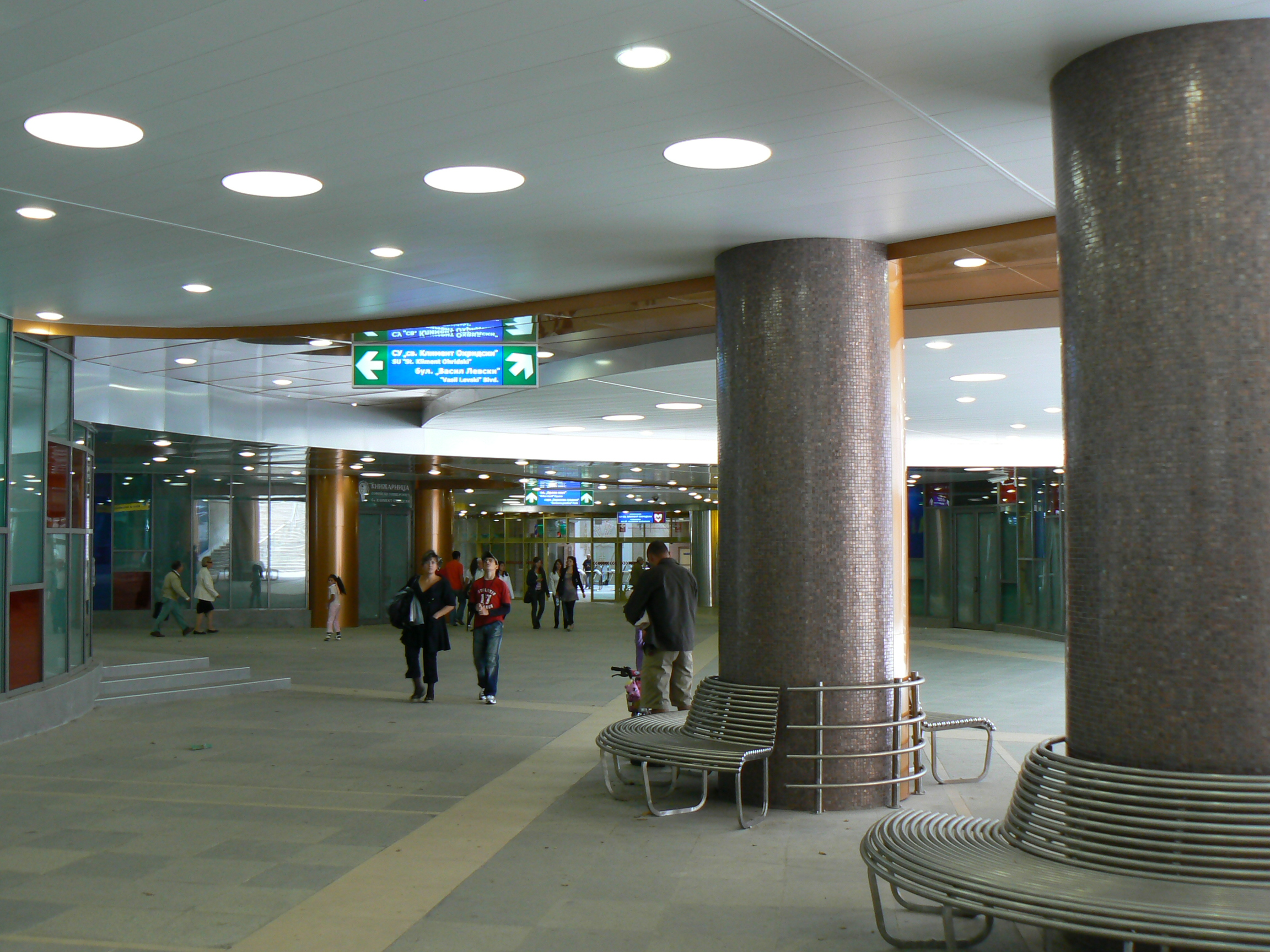
Sofijski uniwersitet
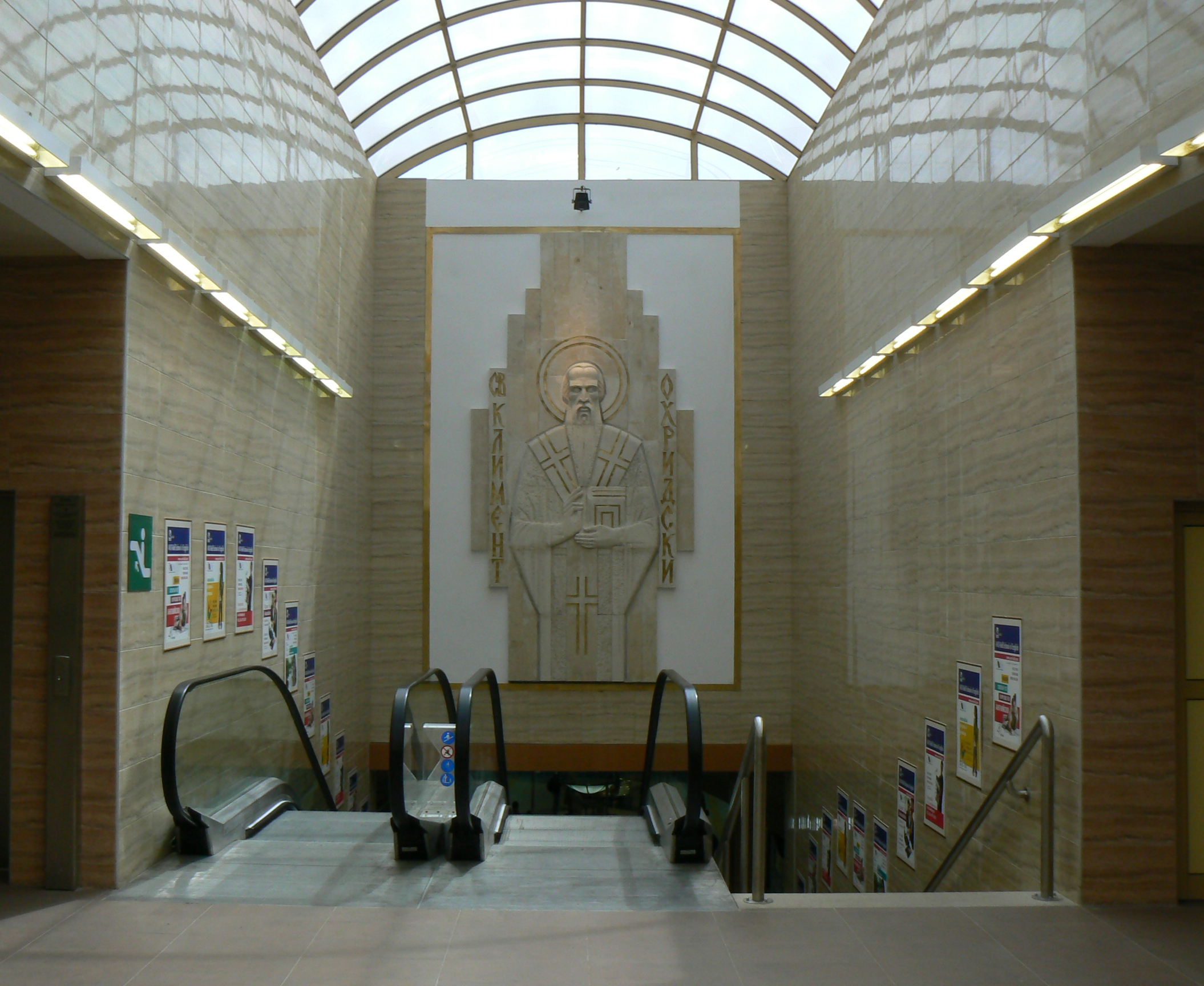
Sofijski uniwersitet
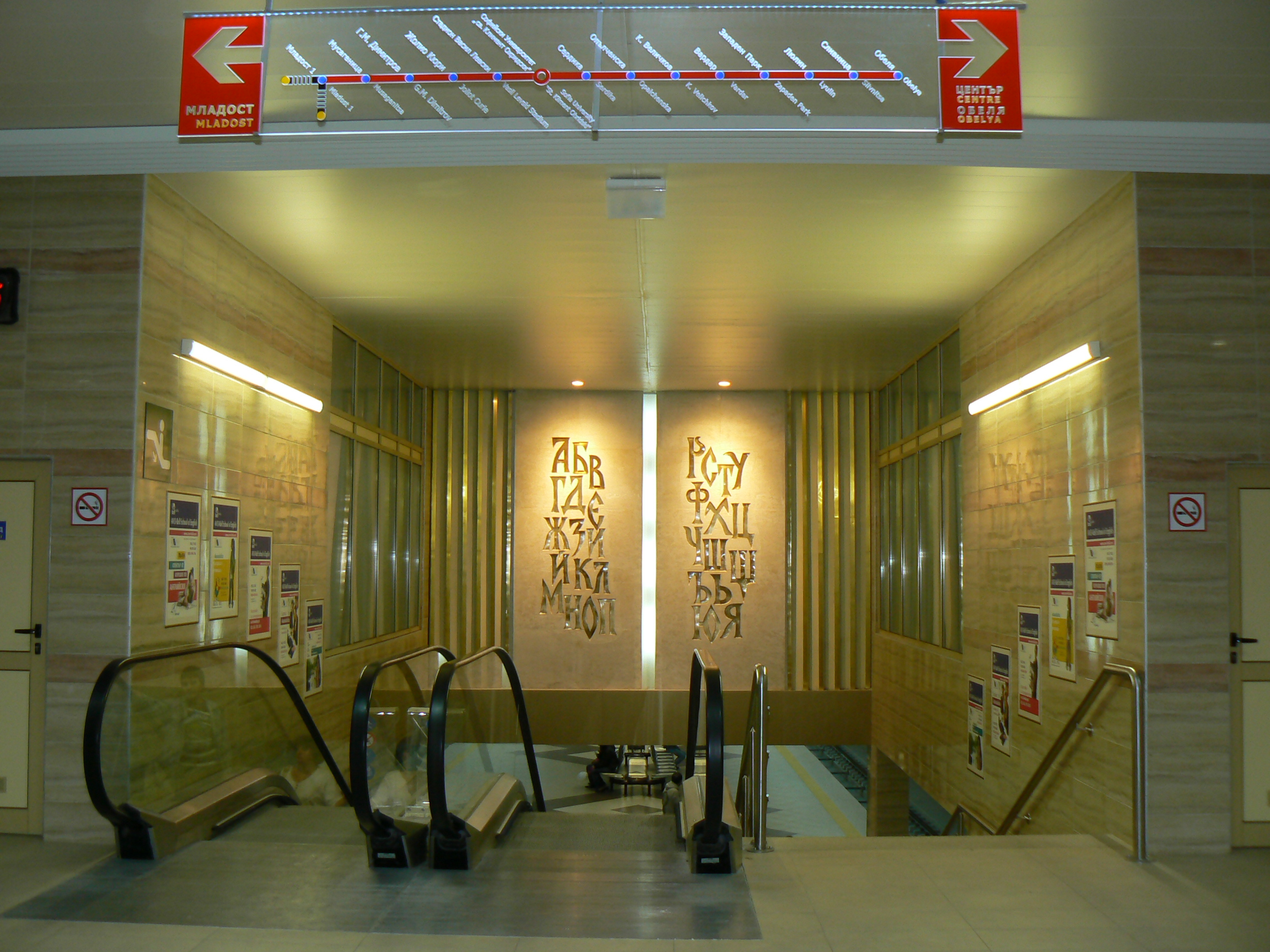
Sofijski uniwersitet
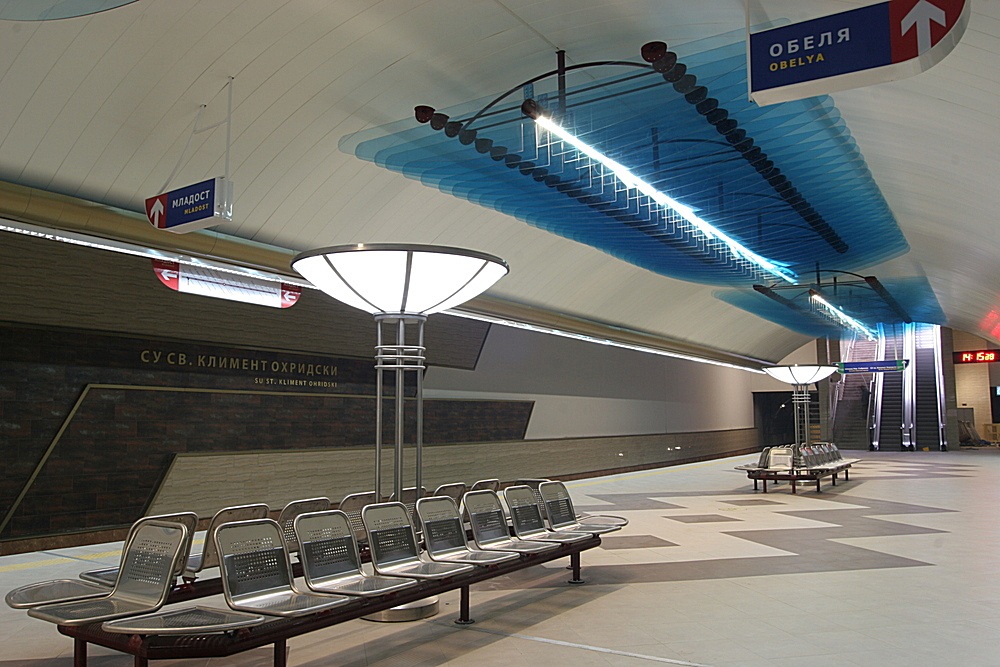
Sofijski uniwersitet
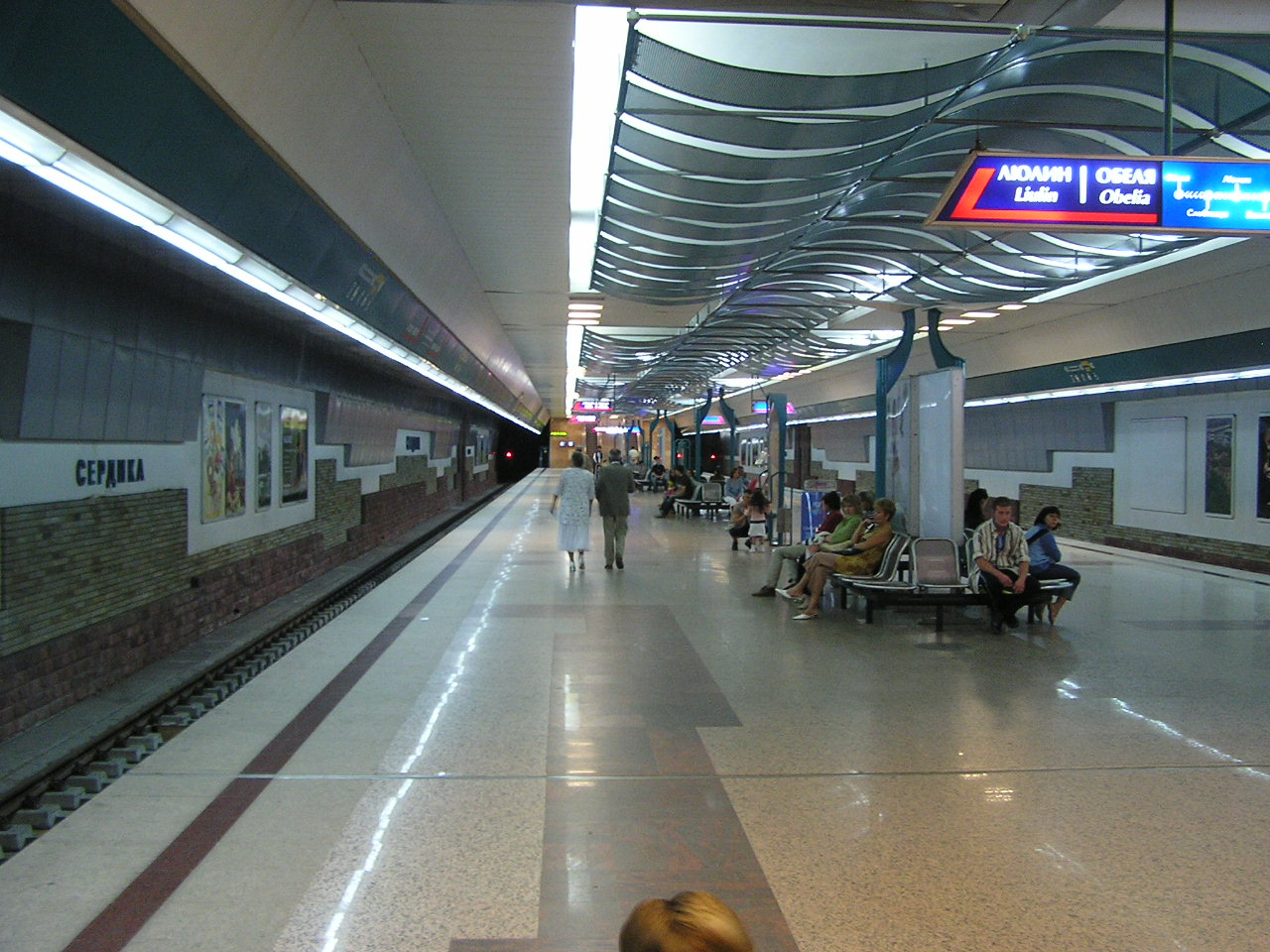
Serdika oberen Bahnsteig
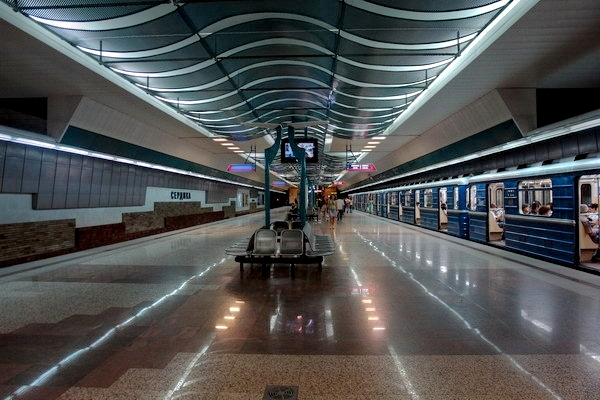
Serdika oberen Bahnsteig
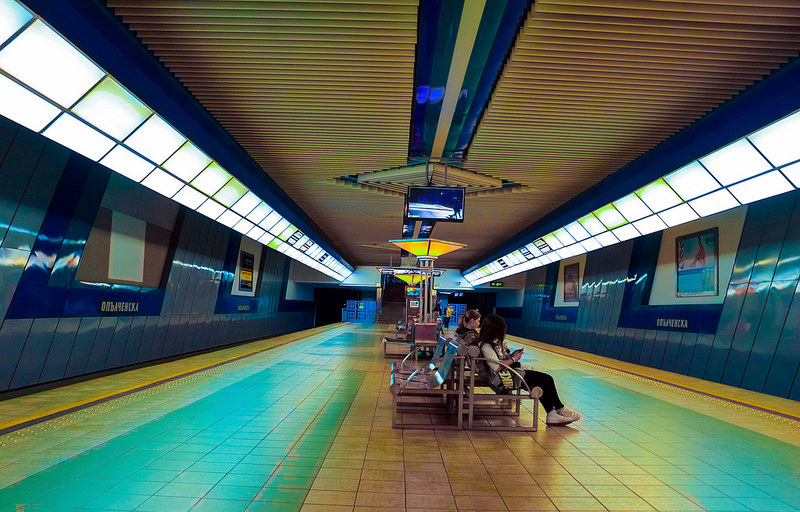
Opaltschenska
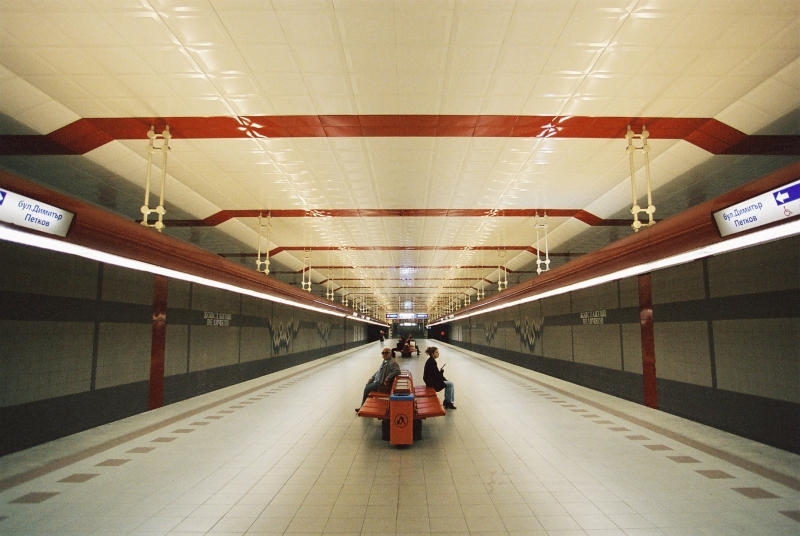
Konstantin Welitschkow
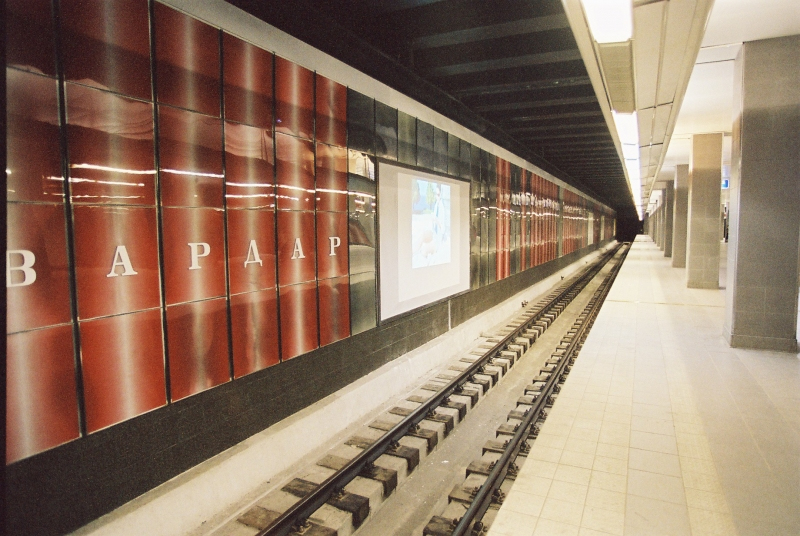
Wardar
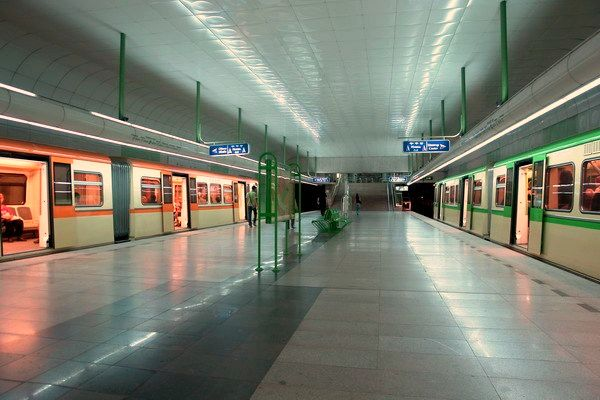
Sapaden Park
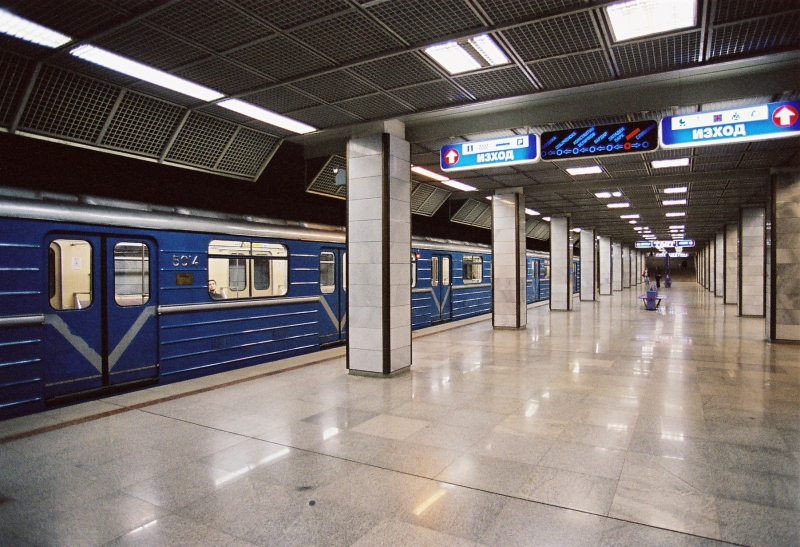
Ljulin
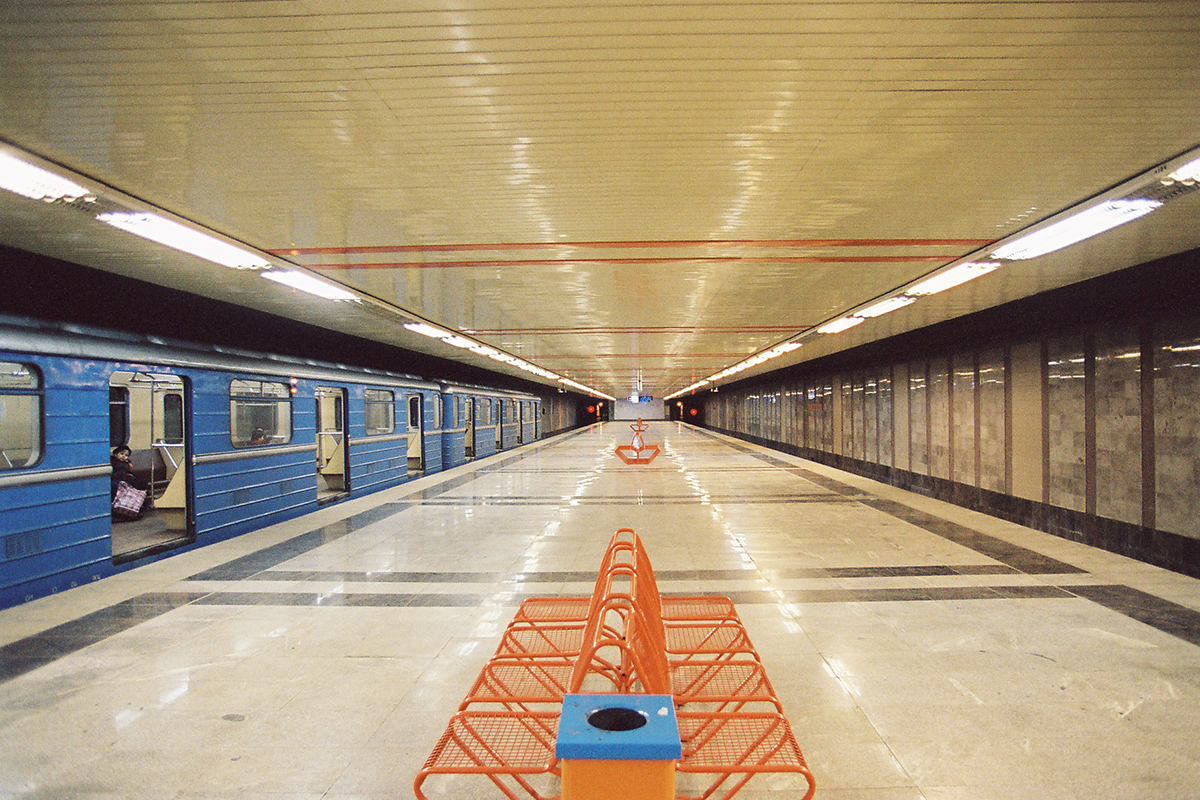
Sliwniza

### Linie M3

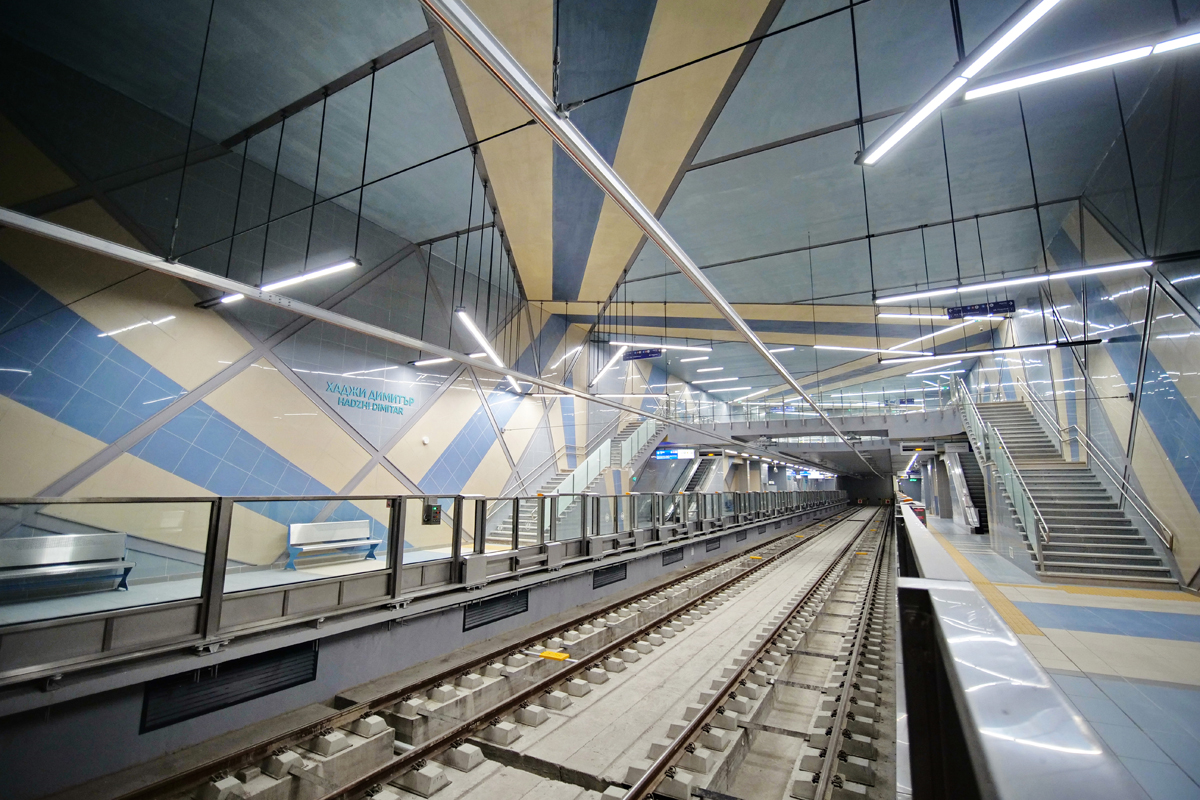
Chadschi Dimitar
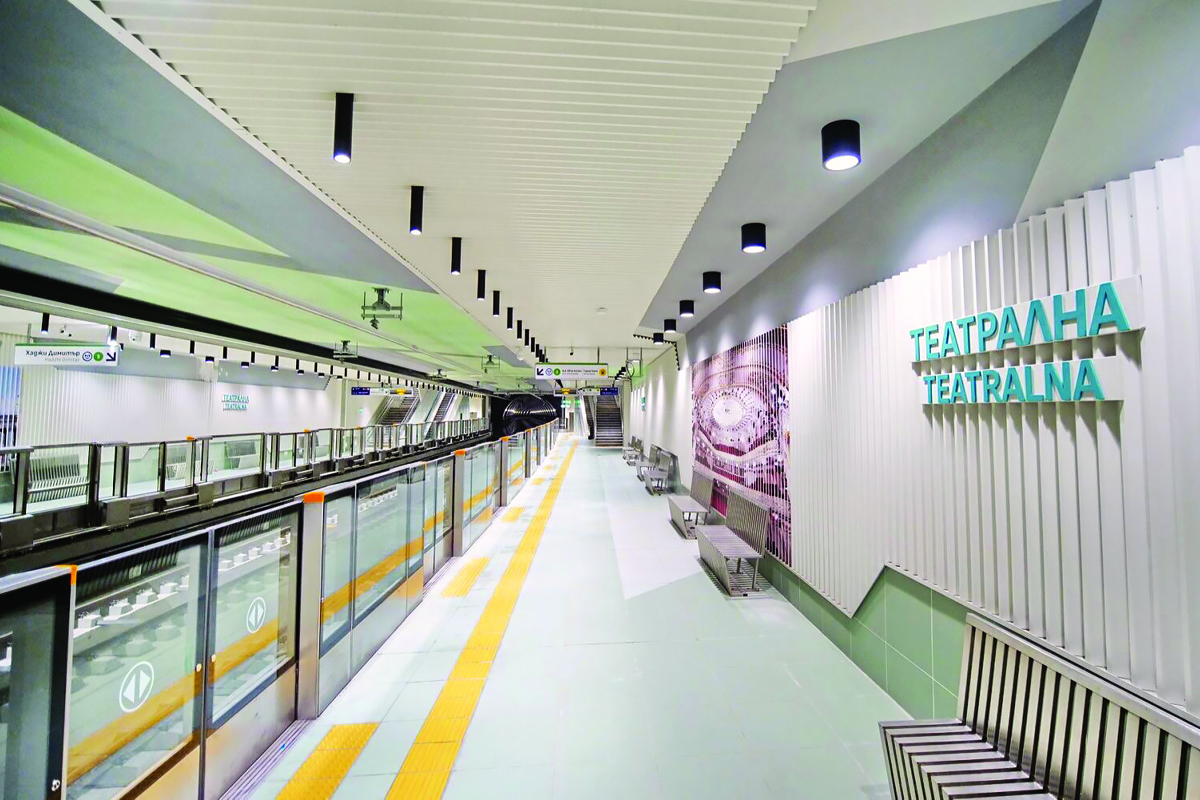
Teatralna
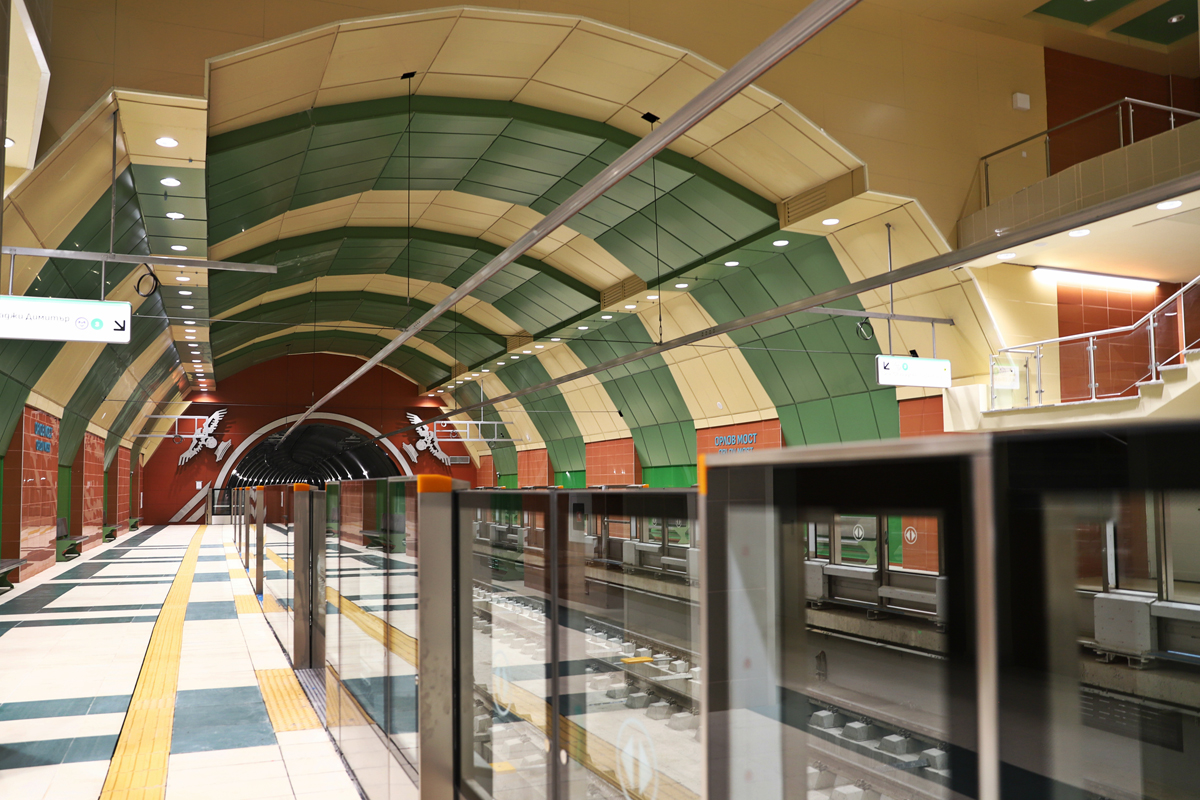
Orlow Most (Adlerbrücke)
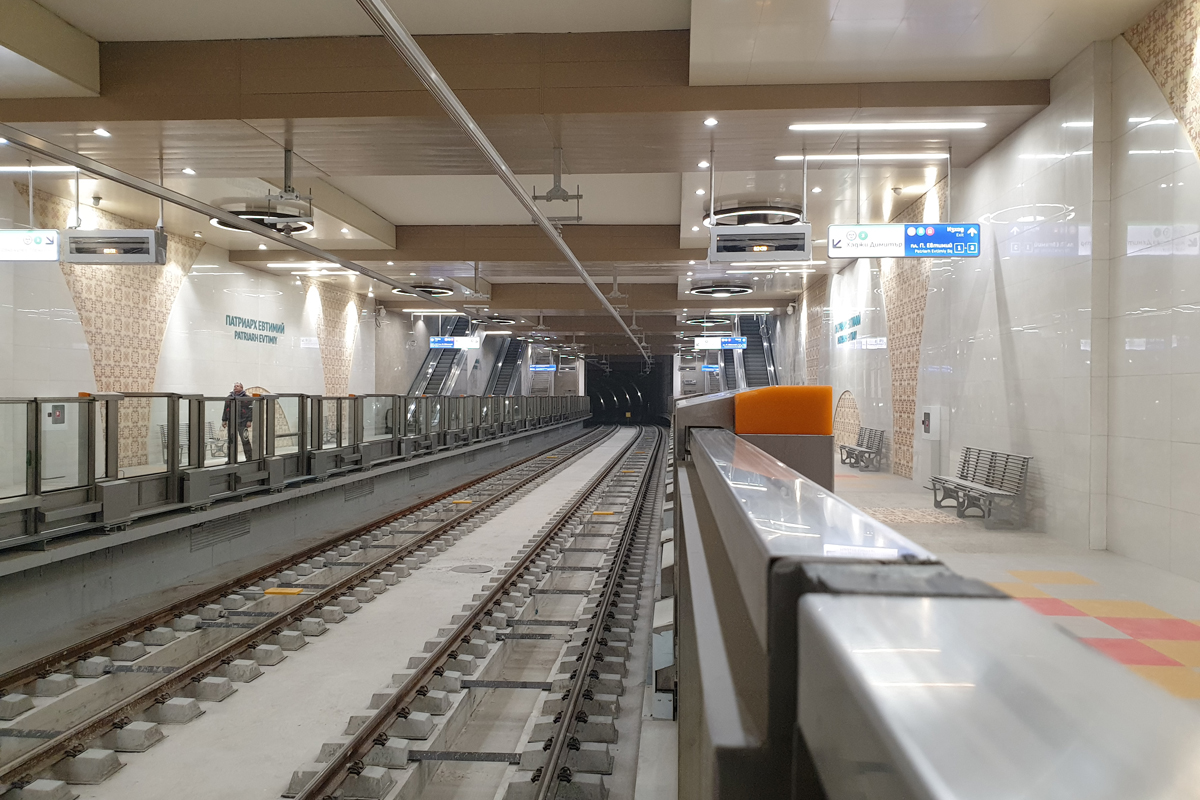
Patriarch Ewtimij
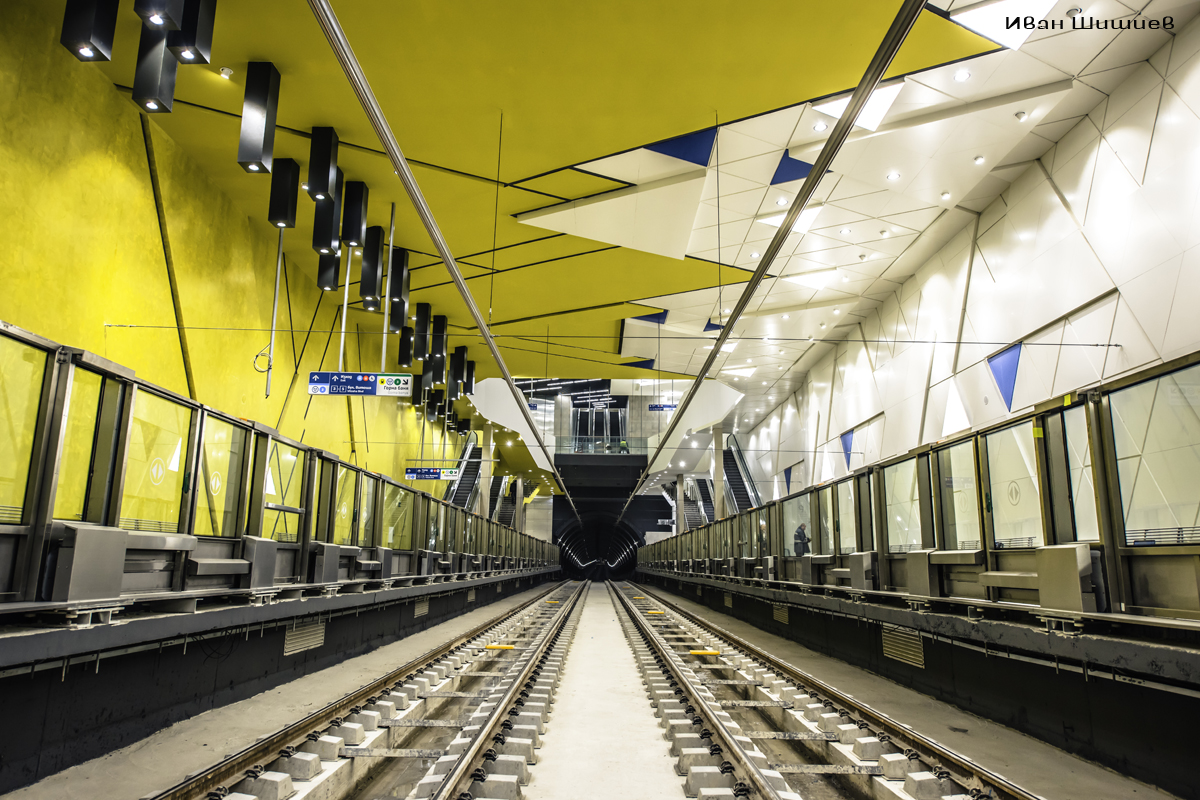
Nazionalen dworez na kulturata (Nationaler Kulturpalast) unteren Bahnsteig
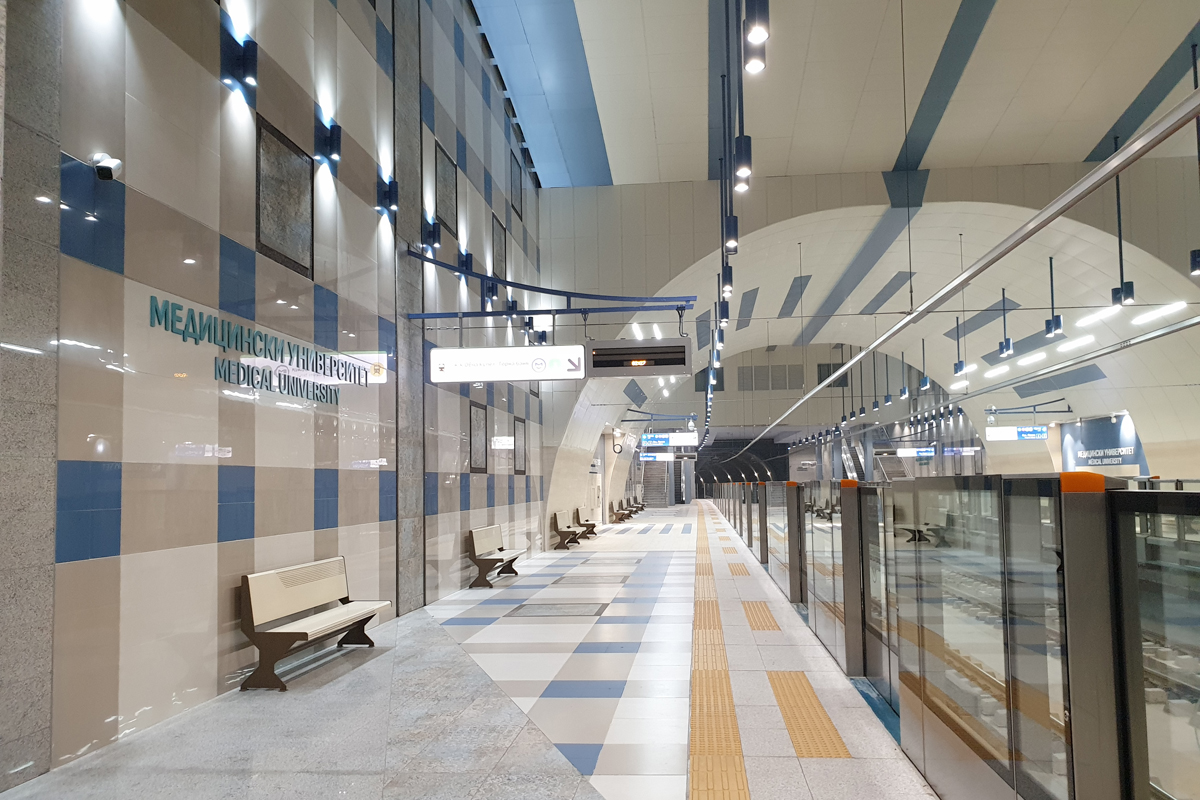
Medizinski uniwersitet
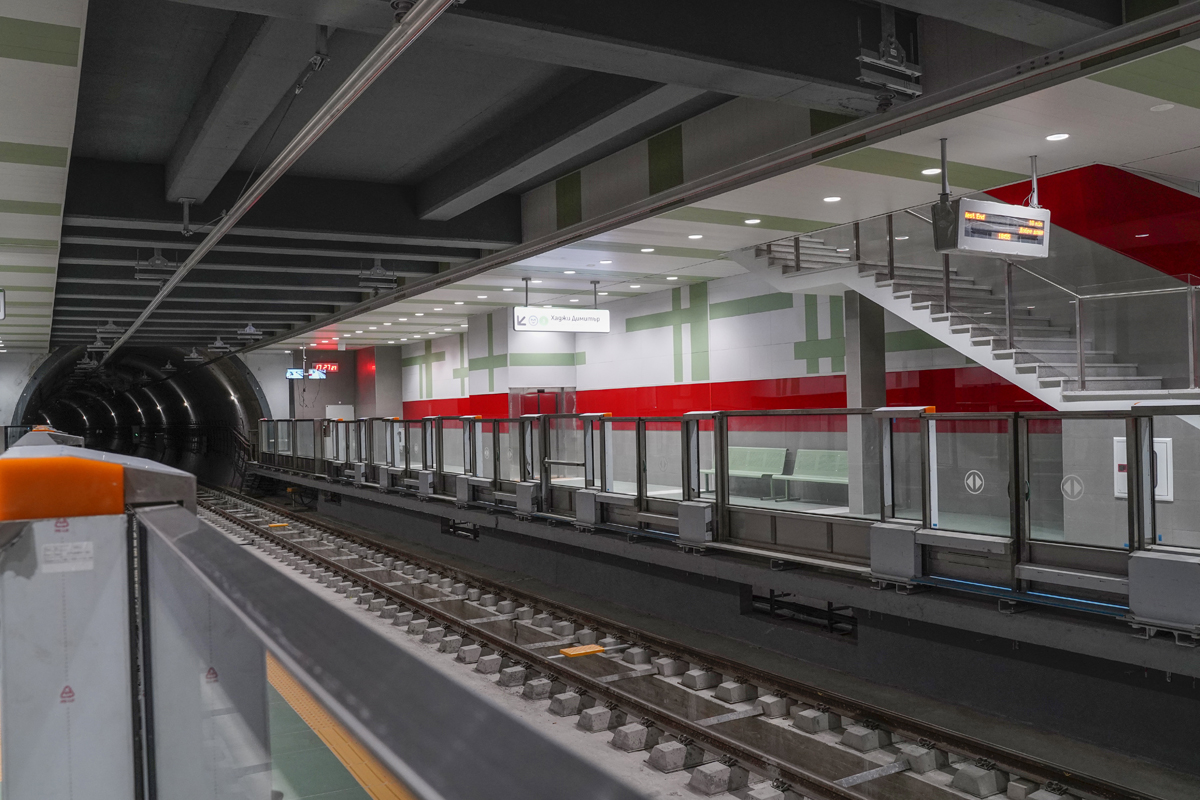
Balgaria
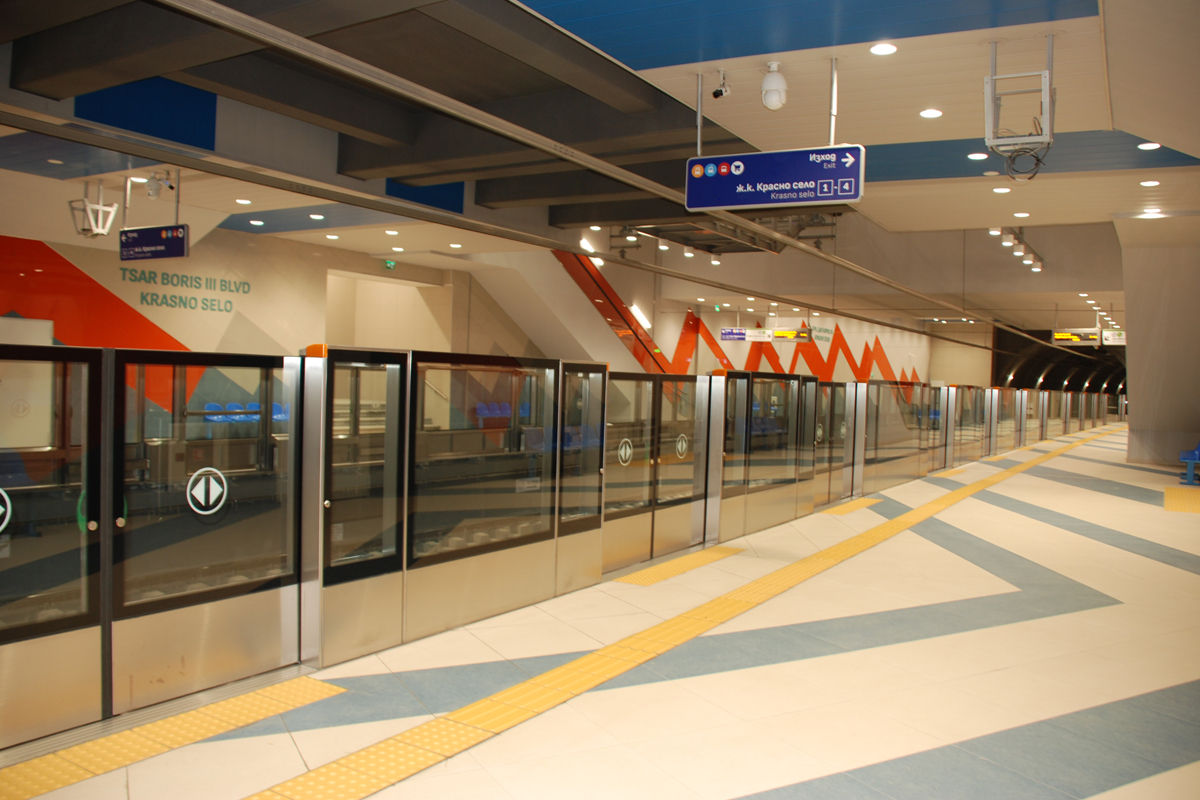
Krasno selo
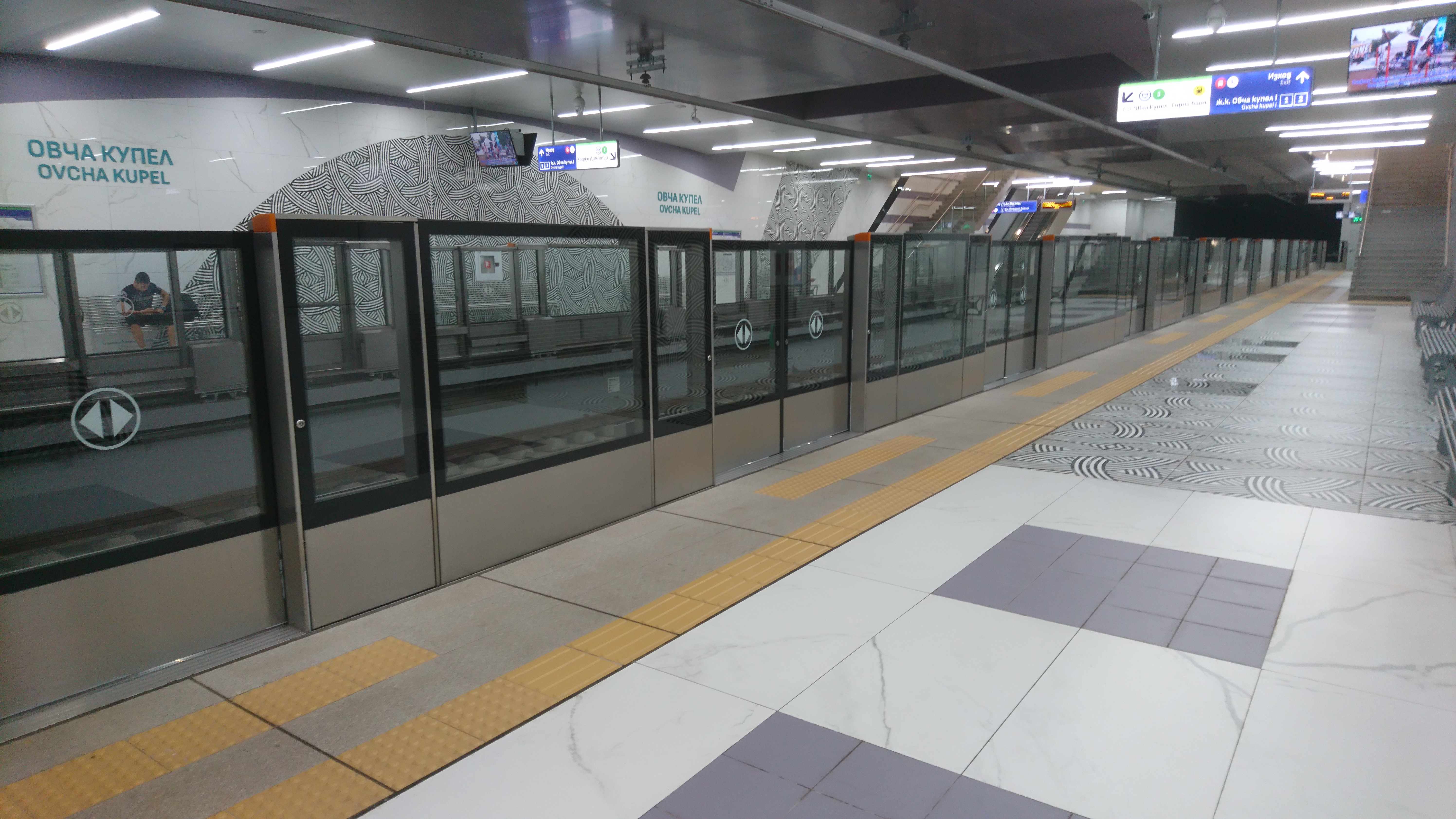
Owtscha kupel
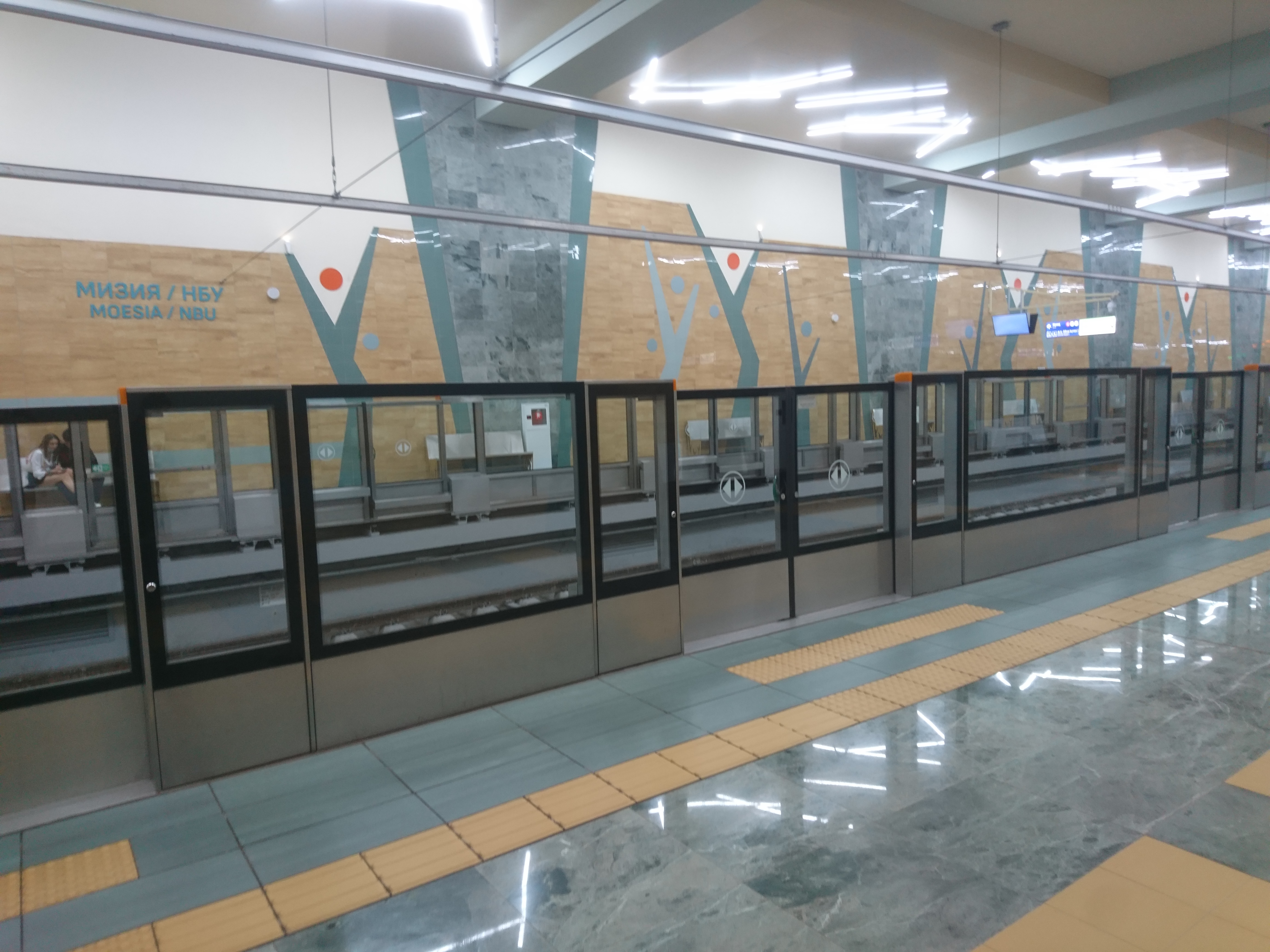
Misia/NBU
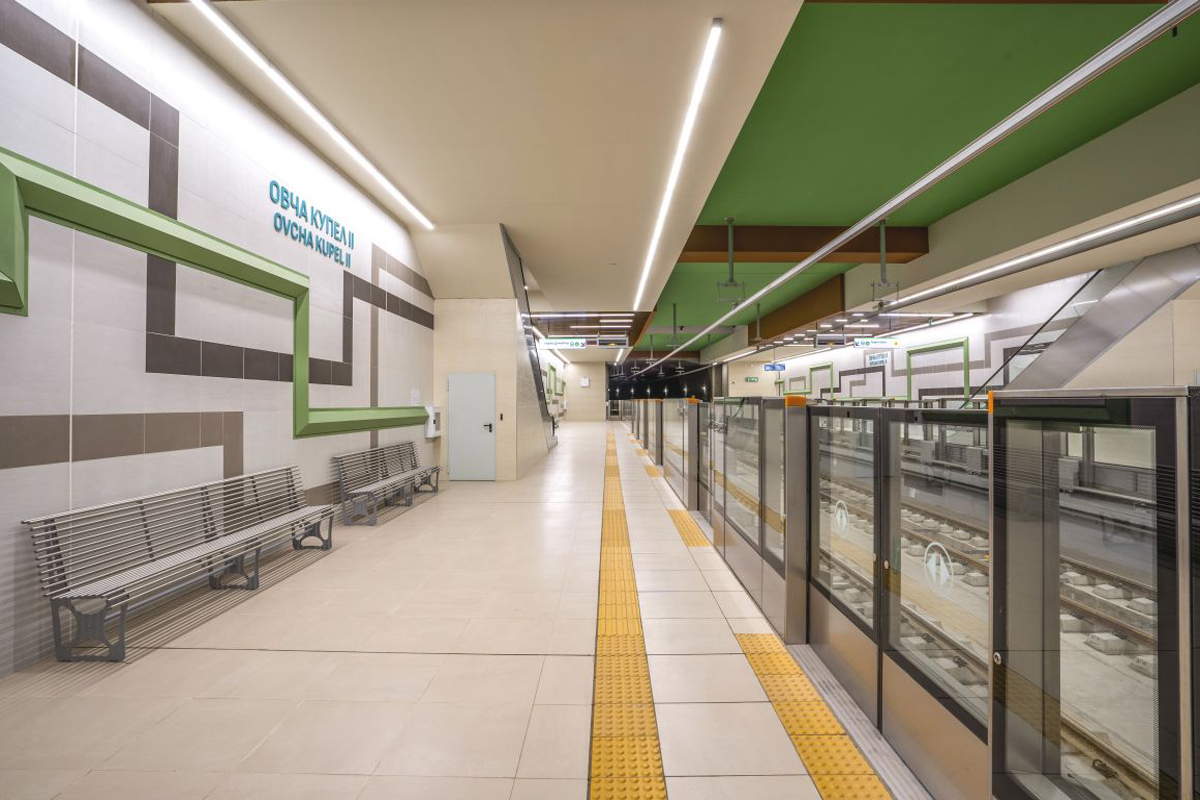
Owtscha kupel II
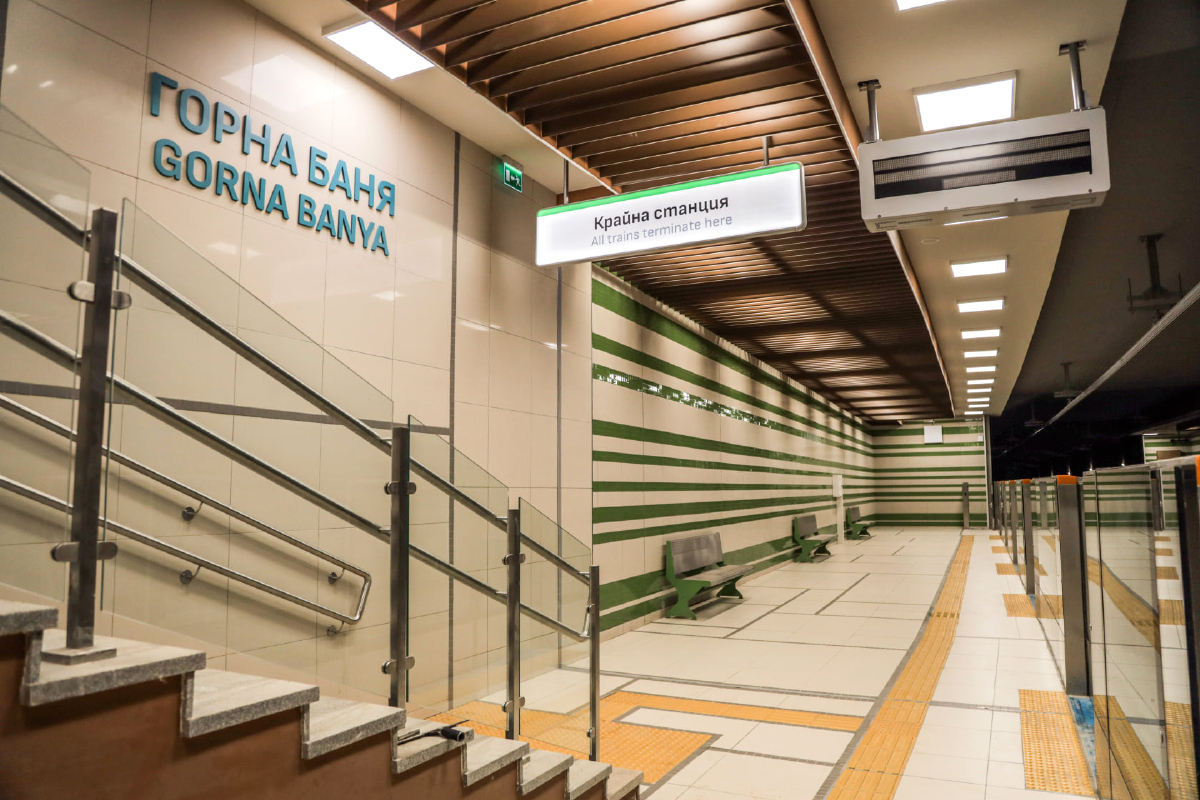
Gorna banja